# Región Sierra
La región Sierra, región andina, interandina o serranía es una región geográfica y cultural de Ecuador. Atraviesa el país de norte a sur por la Cordillera de los Andes, componiéndose de las tierras altas de las provincias de Pichincha, Carchi, Tungurahua, Chimborazo, Cañar, Azuay, Loja, Imbabura, Bolívar y Cotopaxi. Es aquí donde se localiza la capital y segunda ciudad más poblada del país, Quito. 
Geográficamente, la gran altitud y la baja latitud le dan la región un clima predominantemente templado e isotérmico, pudiendo esto variar por piso climático habiendo desde climas subtropicales y mediterráneos hasta gélidos o alpinos. Su paisaje montano está poblado de nevados, volcanes activos, quebradas, páramos y bosques. 
Cuenta con una población de alrededor de 8 millones o un poco menos de la mitad del total del país, siendo la segunda región más poblada después de la costa. Los mestizos componen el grueso poblacional y cultural de la región, seguidos de numerosas nacionalidades indígenas de origen kichwa asentadas principalmente en la zona nor-central. El conjunto de dialectos hablados en esta región corresponden a la variante andina del castellano, también parcialmente emparentada con el español del interior de Colombia, mientras que el kichwa es la lengua indígena más hablada, empleada principalmente de manera bilingüe y gozando de estatus cooficial en localidades con alta concentración de hablantes.
Sus diez provincias albergan ciudades de gran importancia histórica como Quito, Cuenca, y Loja. En Quito, funciona el Aeropuerto Internacional Mariscal Sucre, principal puerta de entrada al país. 

## Historia

### Etapa preincaica
En la sierra ecuatoriana se pueden distinguir siete grandes culturas, son: los Caranquis, Yumbos, Quitus, Panzaleos, Puruháes, Cañaris y Paltas.
Los Caranquis-Cayambes fueron una de las culturas más interesantes del Ecuador, fueron un Estado diárquico, con capitales en Caranqui y Cayambe. Esta diarquía corresponde a una dualidad muy típica en el mundo andino. 
Hicieron ciudades y centros administrativos que estaban conformados por pirámides escalonadas y truncadas; la función de estas sería ceremonial, astronómica y vivencial, además de las pirámides hicieron tolas o montículos de tierra artificiales, que tuvieron funciones ceremoniales, vivenciales y funerarias. Finalmente cabe destacar que esta cultura tenía la tradición de deformarse el cráneo de una manera muy parecida a los egipcios. Unos ejemplos de estos sitios son: Zuleta, Cochasquí, Socapamba, Perugachi y Pinsaqui llillos y andinos
Los Yumbos al igual que los Caranquis tenían la costumbre de hacer tolas, aunque estos muchas veces las solían hacer con doble rampa en lados opuestos y de formas geométricas diferentes. La importancia de esta cultura destaca en el sitio de Tulipe, en este gran centro ceremonial existen un conjunto de 7 piscinas hechas con piedra de las cuales se dice que servirían para la observación astronómica.
Los Quitos, fueron una cultura que se desarrolló en la actual provincia de Pichincha, ha diferencia de sus vecinos del norte (Caranquis y Yumbos) estos solían entrerrar a sus muertos en la tierra cabando profundos pozos circulares. 
En cuanto a la arquitectura esta cultura utilizó la técnica del bahareque para sus construcciones, además sitios arqueológicos como Rumipamba muestran que utilizaban la piedra para edificar complejos ceremoniales, aunque sin embargo estos no eran muy complejos.
Los Panzaleos no dejaron grandes vestigios arqueológicos, pero en cambio dejaron una profunda huella cultural en la cerámica, su trabajo en la alfarería fue famoso en el mundo andino ecuatoriano
Los Puruháes o Puruwáes fueron un conjunto de cacicazgos, fueron grandes ceramistas y por desgracia actualmente los vestigios arqueológicos de esta cultura no existen debido a que ellos hacían sus construcciones en adobe. Los vestigios arquitectónicos en esta cultura corresponderían a los Incas sin embargo la ciudad de Riobamba (la primera) fue destruía en un terremoto en 1797, mientras que el poblado de Cacha sufrió el mismo destino tiempo antes, por eso en la actualidad no existe algún otro complejo arquitectónico en territorio Puruhá.
Los Cañaris, estos fueron otra de las grandes culturas del Ecuador, fueron grandes alfareros y orfebres, siendo que su trabajo ha sido encontrado hasta en Bolivia, también fueron grandes comerciantes, llegando a comerciar con culturas en la costa del Ecuador y la Mochica en la costa central de Perú. 
Los Cañaris habrían tenido un gobierno diárquico, al igual que los Caranquis-Cayambes, con capitales en Hatun Cañar y Shabalula (Sígsig). Hicieron grandes poblaciones y centros administrativos en lo que hoy son las provincias de Azuay y Cañar, uno de los más importantes que existen hoy en día es Shabalula. 
En Shabalula, a mediados del siglo XIX se encontró una gran necrópolis de caciques cañaris, estas tumbas estuvieron adornadas con mucho oro, plata y cerámica. Lamentablemente la falta de interés del estado ecuatoriano y la falta de arqueólogos provocó que los huaqueros se llevaran todo ese patrimonio sin dejar nada. Muchas de las piezas fueron a dar en museos de Estados Unidos, Europa y en Colecciones Privadas. Marshall Saville, explorador estadounidense, recopiló varios de los objetos que pudo comprar y los llevó al museo del Indio Americano en USA y además publicó un libro llamado "The Gold Treasure of Sigsig, Ecuador."
Shabalula fue un gran complejo que tenía funciones políticas, administrativas y religiosas, así pues en este sitio encontramos grandes complejos como el Castillo de Duma, el adoratorio, las ruinas de un templo cercanos a un lago de totora, un observatorio, y cerca de 100 casas de piedra destinadas a ser viviendas de la aristocracia Cañari. 
La influencia Inca en esta cultura fue más fuerte que en cualquier otra del Ecuador, así pues casi todos los sitios arqueológicos Cañaris tienen fuerte presencia Inca, la razón se debe a que los Incas fundaron Tomebamba (Tumipampa), la capital norteña del imperio, y otros centros administrativos como Molleturo, Cañaribamba e Ingapirca en este territorio, además desde territorio Cañari se reforzaron para conquistar a los grupos étnicos de la costa y sierra centro-norte del Ecuador. 
Los Paltas, fueron un gran conjunto de tribus que abarcaron lo que hoy es la provincia de Loja y parte de la provincia de Morona Santiago y Zamora-Chinchipe. Fue la primera cultura del Ecuador en ser conquistada por los Incas. De la misma etnia, los Bracamoros nunca fueron dominados por los incas y occupaban un territorio que se extendió entre Loja, Zamora-Chinchipe, Pastaza y Morona-Santiao. Son conocidos hoy como Shuars. También fue descubierto recientemente los vestigios de una batalla entre Bracamoros e Incas en un poblado del cantón Palanda (Zamora-Ch.).

### Conquista Inca

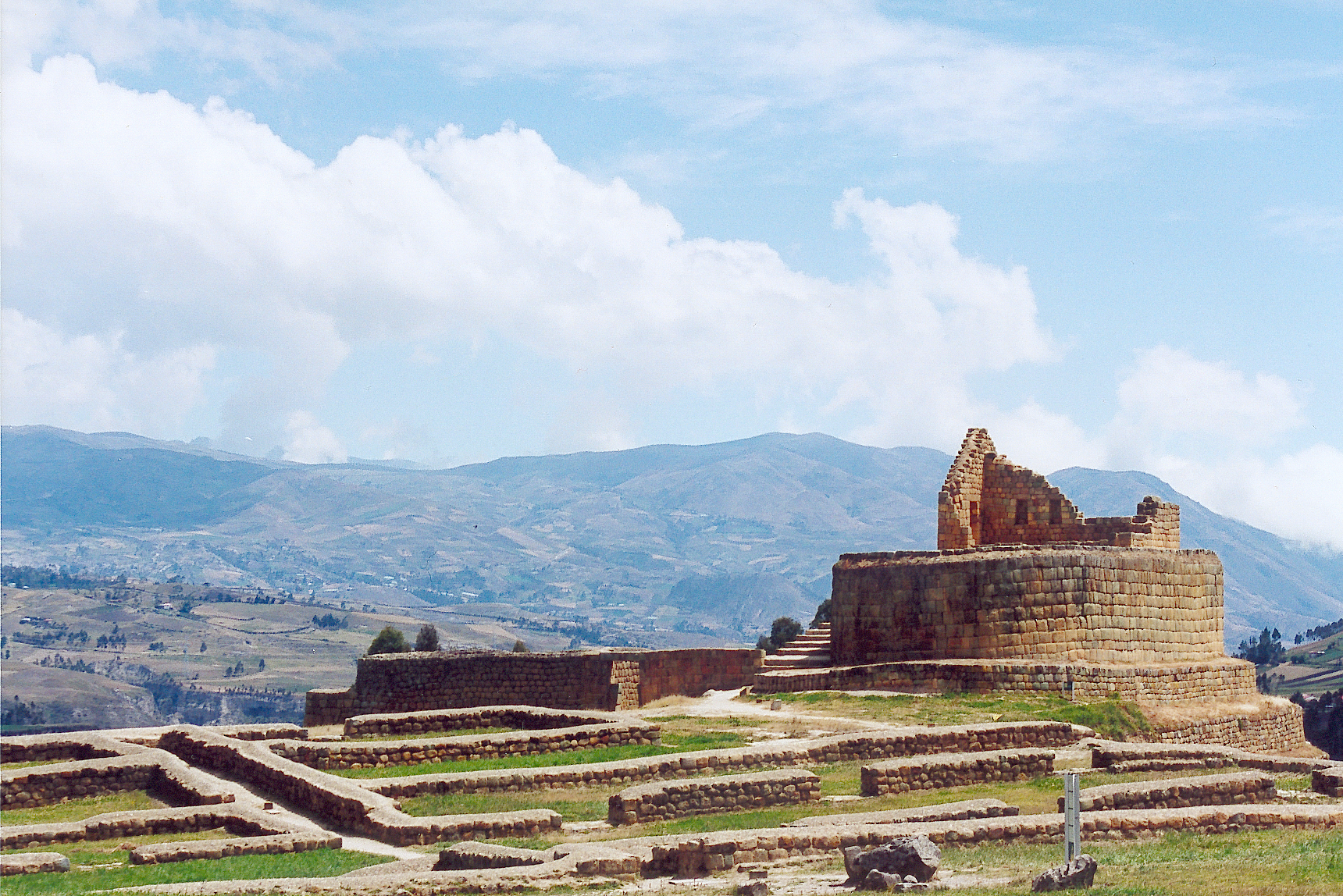
Ruinas del castillo inca de Ingapirca.

Luego de invadir y conquistar a los Paltas, los Incas empezaron a avanzar sobre los Cañaris. Fue aún más difícil para ejércitos incaicos, pues los rechazaron luchando con bravura, obligándolos a replegarse hacia tierras de lo que hoy es Saraguro, donde debieron esperar la llegada de refuerzos para poder reiniciar la campaña. Esta vez, considerando la inmensa superioridad numérica de los incas, los Cañaris prefirieron pactar y someterse a las condiciones impuestas. Después de esto Túpac Yupanqui fundó la ciudad de Tomebamba, actual ciudad de Cuenca, donde nacería Huayna Cápac quien, a su vez, tuvo varios hijos, de los cuales dos destacaron, sobre todo por su protagonismo en los sucesivos acontecimientos: Huáscar y Atahualpa. Después de la muerte de su progenitor ambos acumularon poder político y militar a la vez que articularon pueblos y nacionalidades en torno a sus respectivos proyectos políticos para el llamado Tahuantinsuyo. Todo desembocó en una serie continua de acontecimientos bélicos (dos mil kilómetros a pie, trece batallas, medio millón de hombres de guerra en pie) cuyo increíble final fue el de la derrota de las huestes oficiales incas de Huáscar, quien fue hecho prisionero y ejecutado. A la par, intervenía un agente inesperado para terciar por el poder y quien finalmente se impuso por un período que duraría trescientos años: los españoles. Tanto las relaciones bélicas, como la intervención española en el escenario histórico han sido estudiadas por el historiador ecuatoriano Luis Andrade Reimers, quien ha logrado aportar un punto de vista objetivo sobre tales acontecimientos.

### Conquista Española

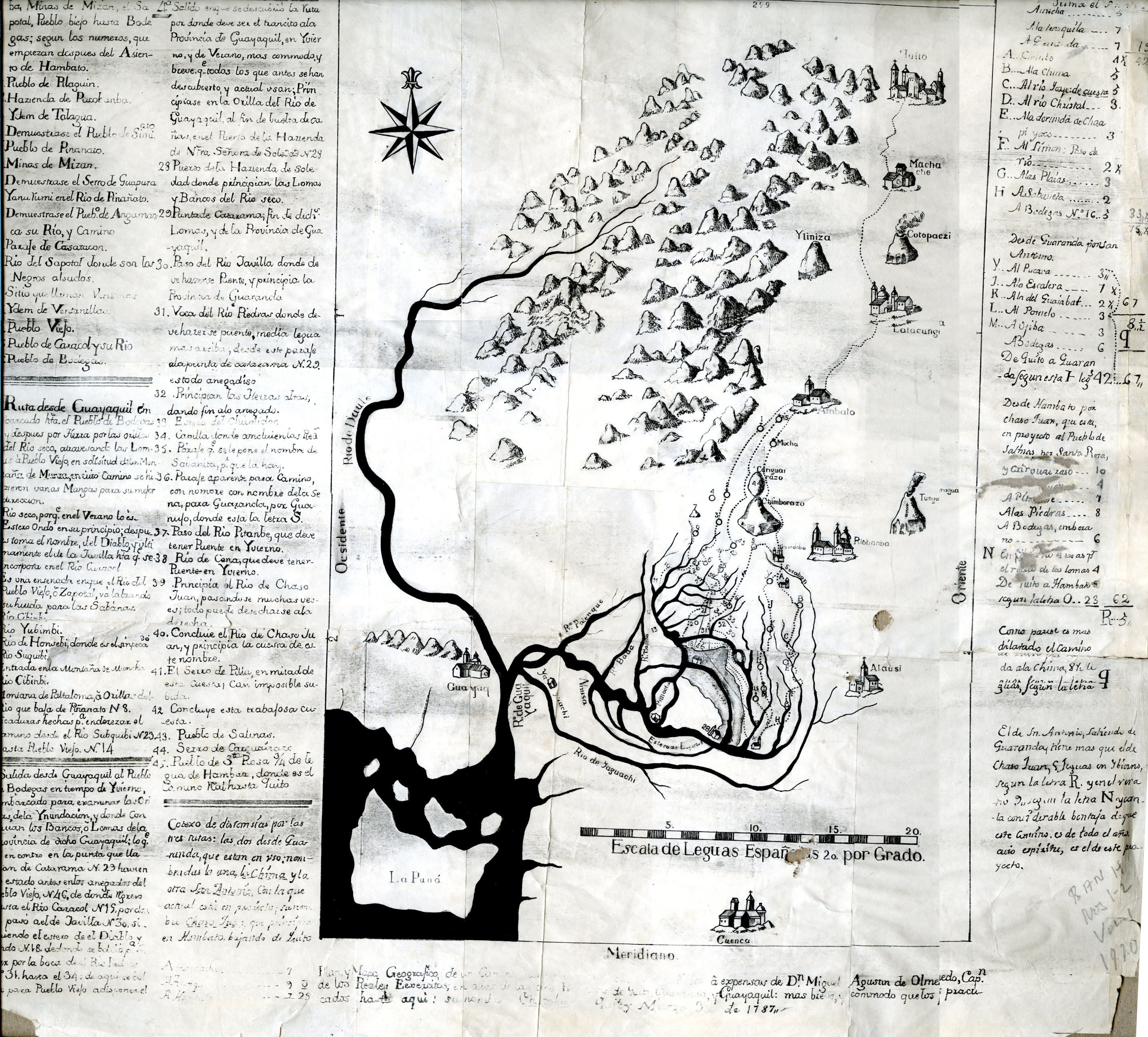
Dibujo del Camino Real desde la Ciudad de Guayaquil hasta la de Quito, llamada también Ruta Colonial de Caminos Vecinales donde se articulaba la costa y la sierra de la Audiencia de Quito. En el invierno (mediados de diciembre-mediados de mayo) era casi imposible acudirlo por lo que se buscaban caminos alternos y en el verano (abril - términos de noviembre) se aprovechaba la estabilidad de la tierra para aprovechar el trajin de toda clase de abastos y el proceso de las diligencias burócráticas.

Cuando llegaron los españoles al Tahuantinsuyo, el imperio inca estaba sumergido en una guerra civil provocada por la pugna de poder entre Atahualpa y su hermano Huáscar. El primero defendía su hegemonía desde Quito, el segundo desde Cuzco. Atahualpa y su ejército vencieron a Huáscar en las cercanías del río Apurimac. Le dio a elegir a Huáscar: vivir y quedarse con el imperio de Cuzco, o morir. Huáscar, indignado por la derrota, aceptó la muerte. Pero en el año de 1533, luego de pacificar el imperio, Atahualpa aceptó una reunión con Francisco Pizarro, en la cual fue capturado y días después asesinado por orden del español.
La conquista de los Andes septentrionales fue motivada principalmente por el rumor de que en Quito se encontraba el tesoro de Atahualpa. Se formaron dos expediciones, la de Pedro de Alvarado, desde Guatemala, y la de Diego de Almagro procedente del sur. El 15 de agosto de 1534 Almagro consiguió llegar primero y fundó la ciudad de Santiago, cerca de la actual ciudad de Riobamba; sin embargo, Sebastián de Benalcázar  partió desde allí con una nueva expedición y cuatro meses después, el 6 de diciembre de 1534, fundó la villa de San Francisco de Quito en las faldas orientales del volcán Pichincha; Santiago en lo posterior se trasladaría a la región litoral. La villa de San Francisco se encontraba sobre cenizas, ya que días antes había sido incendiada por el general inca Rumiñahui con el objeto de que los españoles no encontraran nada al llegar.
La urbe fue establecida con aproximadamente doscientos habitantes. Inmediatamente se señalaron los límites, se estableció el cabildo, se repartieron solares y se delimitaron áreas comunales. La fundación de la ciudad en este sitio parece haber respondido más que nada a razones estratégicas. A pesar de su topografía accidentada, su ubicación en una meseta presentaba ventajas sobre los valles aledaños, más propicios para el desarrollo urbano. Este último factor fue también el que primó en la determinación del lugar por parte de los pueblos originarios. En el ámbito arquitectónico, empezaron a construirse los primeros monumentos de la villa, destacándose el inicio de la construcción de la iglesia de San Francisco, en 1536.
La ciudad de Cuenca fue fundada en 1557 sobre las ruinas de la ciudad Inca de Tomebamba, esto fue llevado a cabo por Don Gil Ramírez Dávalos, bajo órdenes del Virrey del Perú.
La ciudad de Loja fue fundada 1546, sobre un antiguo poblado Palta, por el Capitán Alonzo de Mercadillo con el propósito de establecer una ruta entre la Sierra ecuatoriana y el Oriente.

### Independencia de España
A comienzos del siglo XIX las insurrecciones acogieron las prédicas de Eugenio Espejo del siglo anterior. Los primeros movimientos empezaron en 1809 con la rebelión de los criollos contra el gobierno español bajo control napoleónico. Los sublevados formaron una Junta de Gobierno provisional el 10 de agosto de 1809 en Quito, pero los participantes fueron vencidos por tropas enviadas desde el Virreinato del Perú y el Virreinato de Nueva Granada. En esa fecha los sublevados no propugnaban la independencia, sino cambiar las autoridades "afrancesadas" en Quito, manteniendo fidelidad al cautivo rey Fernando VII. Como indica el acta, el presidente de esta Junta "Prestará juramento solemne de obediencia y fidelidad al Rey...Sostendrá la pureza de la religión, los derechos del Rey, y los de la patria y hará guerra mortal a todos sus enemigos, principalmente franceses". A pesar de que en realidad esta junta no promovió la independencia del país (la cual se llevó a cabo realmente el 9 de octubre)

El 9 de octubre de 1820 los guayaquileños se rebelaron y expulsaron a las autoridades fieles al rey, creando una nueva nación llamada Provincia Libre de Guayaquil. La junta revolucionaria que se formó en seguida pidió ayuda a Simón Bolívar, quien envió a Antonio José de Sucre y algunos centenares de soldados; la campaña sobre la Sierra avanzó trabajosamente hasta que Sucre se impuso en la batalla de Pichincha, librada sobre las estribaciones de este volcán, hacia la parte occidental de Quito, el 24 de mayo de 1822, fecha que es reconocida por los ecuatorianos como la de su independencia de España. Poco después la antigua Audiencia se unió a la Gran Colombia, dirigida por Bolívar, al cabo de un tiempo también Guayaquil, pero cuando fracasó el vasto proyecto del Libertador un grupo de notables reunido en Quito decidió organizar el nuevo país como Estado independiente (13 de mayo de 1830) y entregó el poder al general venezolano Juan José Flores.

## Geografía
En la región interandina o sierra se encuentra la cordillera de los Andes, y la atraviesa de sur a norte. Entre la cordillera occidental y oriental se encuentra una depresión que es el callejón interandino. En este se fueron sedimentando los productos de la erosión de las dos cadenas montañosas y el material volcánico. Existen nudos que dividen esta región de trecho en trecho, a manera de una gigantesca escalera, formando hoyas o cuencas.
Se pueden encontrar volcanes y nevados que superan los 5.000 metros de altura, que cuentan con accesos adecuados, refugios de alta montaña y servicios especializados tales como: el Cotopaxi, Cayambe, Antisana, Tungurahua, Altar y Sangay, están ya inscritos en el ámbito internacional además del Chimborazo, la cumbre más alta del país.

## Economía
Quito, capital de la provincia de Pichincha y del Ecuador, es la ciudad que más aporta al PIB Nacional, y en Renta per cápita lidera Cuenca. Quito es la de mayor grado de recaudación de impuestos en el Ecuador por concepto de gravámenes según el Servicio de Rentas Internas (S.R.I.), superando el 57% nacional al año 2009, siendo en la actualidad la región económica más importante del país,
El desarrollo de la industria en Cuenca y en el sur de la región se basa en las destrezas manuales de su habitantes. Cuenca y su zona de influencia tiene una importancia muy singular para la historia del austro del Ecuador, por ser un punto medio entre la costa y la amazonía, desde tiempo ancestral se constituyó como una zona de encuentro entre culturas, comerciantes y eventos de connotación religiosa. Una de las primeras actividades productivas fue la confección de sombreros de paja toquilla o jipijapa que se usaron en la construcción del Canal de Panamá, por lo que son conocidos como "Panama Hats" en Estados Unidos y otras partes del mundo, y significaron un buen empuje a la economía local de la época. Desde allí se desarrollaron otras actividades que tienen su origen en la artesanía como la joyería, la producción de cerámica y de muebles. En esas áreas, Cuenca y la provincia es líder en el país, del Azuay se exporta el 90% de los sombreros que se elaboran en el país y se fabrica el 70% de los muebles y un porcentaje similar en el caso de cerámica. Esto posiblemente se dio porque el sector productivo no se desarrolló a partir de grandes empresas sino de negocios familiares que se tecnificaron y crecieron, pasando de la elaboración artesanal a la industrial. Además hay otras empresas fabricantes de lácteos, embutidos, componentes automotrices, licores, cuero, entre otros. Otro de los productos importantes de la ciudad y de la zona, por su clima, es la producción de flores que son exportadas a todo el mundo, principalmente a Estados Unidos y Europa.

### Turismo
La región turística de la Sierra se destaca por conservar ecosistemas únicos de páramo alto andino, cumbres y valles de gran valor escénico, lo que se complementa con la artesanía, la gastronomía y otras expresiones culturales de una vivencia progresista. Se pueden admirar las hermosas lagunas de Mojanda, Cuicocha, San Pablo; la renombrada feria de Otavalo, con su fabuloso mercado artesanal; Cuenca, la tradicional ciudad colonial; el Valle de Vilcabamba, un paraíso de la longevidad. Espectaculares cumbres mundialmente famosas hacen del Ecuador un destino atractivo para los amantes de la montaña y de la aventura en este magnífico entorno natural.

#### Baños
Baños de Agua Santa es famosa por ser una de las ciudades que más turistas atrae en el Ecuador, se encuentra, a 3 horas al sur de Quito.Se ubica estratégicamente en el centro del Ecuador, entre los Andes y la Amazonia ecuatoriana, posee un clima primaveral templado húmedo durante todo el año, con una temperatura promedio de 18 °C, se encuentra en una altura de 1.820 m s. n. m. en las faldas del volcán Tungurahua.
Es el lugar ideal para disfrutar de una gama de actividades y atractivos. Está situado entre los Parques nacionales Sangay y Llangantes, 
La WWF le dio el nominativo a Baños de "Un Regalo para la Tierra"
El turismo de la ciudad se relaciona íntimamente con el resto del cantón. Es una de las ciudades más turísticas del Ecuador; es también conocida como "La Puerta del Dorado" Y "El Pedacito de Cielo" además ofrece muchas atracciones: se puede visitar la Basílica de la Virgen del Rosario de Agua Santa, se puede visitar las diferentes cascadas, ascender al Tungurahua (volcán) (Tomando las precauciones ya que es un volcán en actividad eruptiva), probar las melcochas (dulces hechos a base de caña de azúcar), hay variedades de artesanías hechas en balsa y de tagua.
Baños de Agua Santa es una ciudad apta para practicar varios deportes de aventura tales como: Rafting, kayaking, canyoning, escalada en roca, salto de puentes, paseos a caballo, caminatas ecológicas, canopy, ciclismo de montaña, etc. Posee 5 balnearios municipales con aguas minerales y sulfurosas que van desde las frías de 18 °C, hasta las termales de 55 °C; emergen de las entrañas del volcán Tungurahua. Cuenta con una zona rosa en donde más de 30 peñas, bares y discotecas regalan al turista un ambiente divertido y seguro. En esta ciudad se pueden acceder a más de 80 restaurantes con variada gastronomía nacional e internacional. 
Los atractivos turísticos que tiene son:
- Las Piscinas de la Virgen
- Balneario de Santa Clara
- Balneario Las Peñas o Modernas
- Las Piscinas El Salado
- Cascada Inés María
- Cascada Cabellera de la Virgen
- Cascada de Ulba
- Cascadas de Chamana
- Cascada de Bascún
- Cascada Agoyán
- Cascada El Manto de la Novia
- Cascada San Jorge
- Cascada El Fantasma y El Placer
- Cascada San Pedro
- Cascada El Corazón
- Cascada Encañonado del Duende
- Cascada de Río Verde
- Cascada Manto del Ángel
- Cascada de Machay
- Cascada Las Orquídeas
- Cascada San Agustín
- Cascada Refugio de los loros
- Cascada San Miguel
- Cascada Peñón del Tucán
- Cascada Manantial el Dorado
- Cascadas San Francisco y Refugio del Gallo de la Peña
- Cascada El Silencio
- El Mayordomo
- Zoológico de Baños
- Cerro Hermoso
- Parque nacional Llanganates
- Parque nacional Sangay

#### Parque nacional Cajas

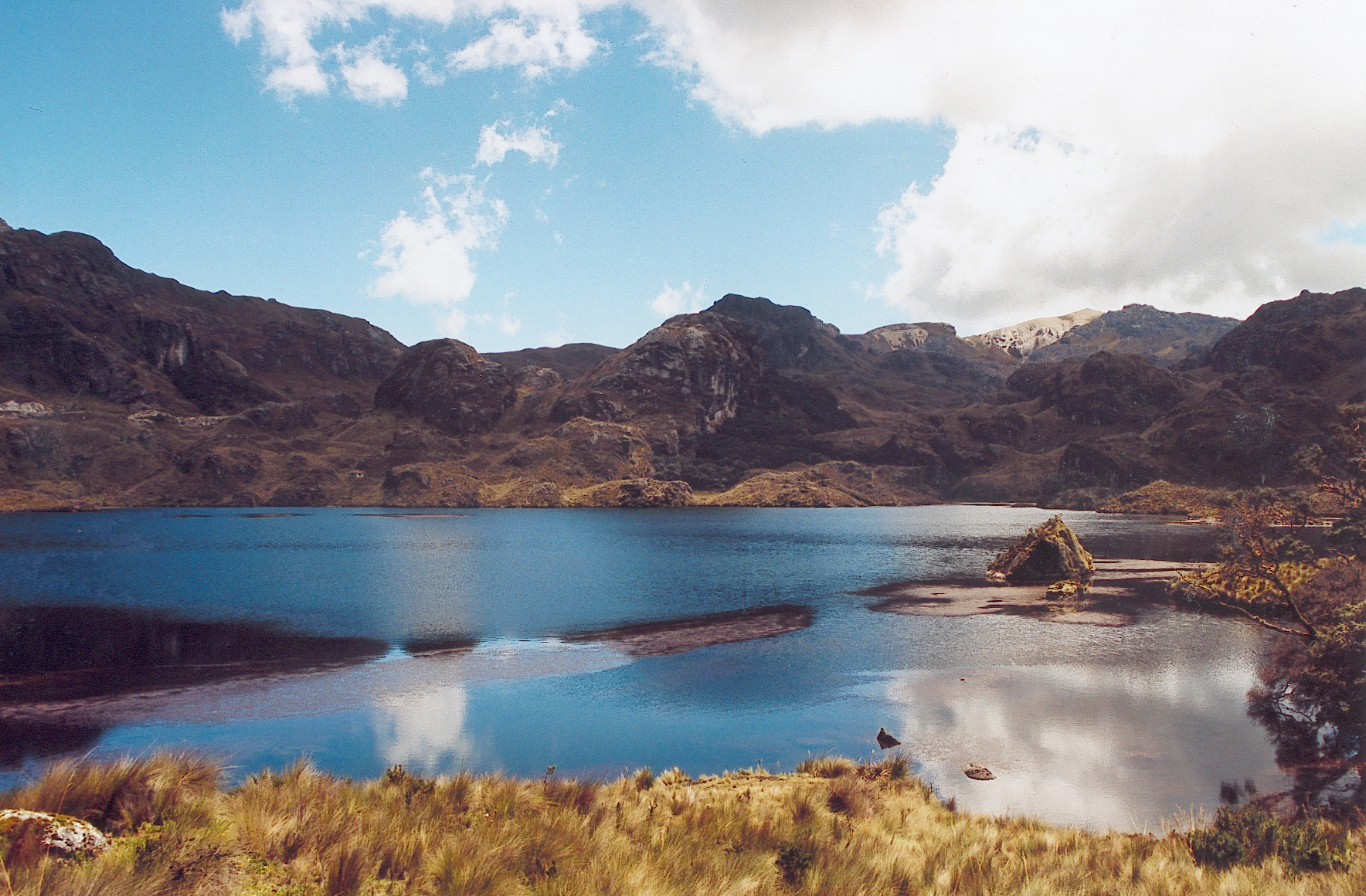
Laguna del Cajas

El Parque nacional Cajas está situado en los Andes, al sur del Ecuador, en la provincia de Azuay, a 33 km al noroccidente de la ciudad de Cuenca. Los accesos más comunes al parque inician todos en Cuenca: Desde allí, la vía Cuenca-Molleturo atraviesa en Control de Surocucho en poco más de 30 minutos de viaje; más adelante, esta misma carretera pasa a orillas de la laguna La Toreadora donde están el Centro Administrativo y de Información del Parque. Siguiendo de largo hacia Molleturo , por esta vía se conoce el sector norte del Cajas y se serpentea entre varias lagunas mayores y menores. 
Para acceder al parque desde la costa, la vía Molleturo-Cuenca es también la mejor opción.
Con el marco fundamental de un ecosistema paramero, existen en el parque 232 lagunas bien definidas ubicadas sobre sus extensos valles; entre las más importantes están Lagartococha, Osohuaycu, Mamamag o Taitachungo, Quinoascocha, La Toreadora, Sunincocha, Cascarillas, Ventanas y Tinguishcocha. Esta gran cantidad de lagunas regula y conserva a los riachuelos de la zona a través de su drenaje; ríos como el Tomebamba , el Mazán , el Yanuncay y el Migüir nacen en el Cajas y abastecen de agua potable a la ciudad de Cuenca; son, a la vez, principales aportadores del Complejo Hidroeléctrico Paute, que provee de electricidad a casi todo el país.
En las alturas de la Cordillera Occidental de los Andes, al oeste de la ciudad de Cuenca, se halla el parque nacional Cajas, formado principalmente por grandes elevaciones que guardan en su interior sistemas lacustres a manera de enormes cajas interconectadas, de allí su nombre, Cajas.
En el área no existe una marcada regularidad del clima; se dan frecuentes heladas y hay presencia permanente de lloviznas (garúa) y neblina.
En el límite oriental del parque se erige un Bosque Pluvial Subalpino (bp-SA), compuesto principalmente por especies arbóreas y arbustos con gran diversidad de orquídeas, helechos y musgos. Se destaca la formación de bosque de Polylepis, qiwuña, "quinoa" o "árbol de papel", el cual tiene entre 8 y 10 m de altura, y crece a la orilla de las lagunas o quebradas y en lugares rocosos y es la única especie de árbol por encima de 4.000 m s. n. m. En el límite occidental, abundan las especies maderables. 
Se encuentran venados de cola blanca, oso de anteojos, puma, ocelotes, venados del páramo, conejos de páramo y el tapir andino. Las aves más importantes son el caracara, el cóndor, el tucán andino, patos y colibríes. El ratón de agua de Cajas es una especie endémica de parque. Al igual que la norteña Reserva Ecológica de El Ángel, las lagunas del Cajas son reconocidas y muy concurridas por sus truchas.
Atractivos: 
Laguna de Lagartococha: En sus orillas es posible acampar y el lugar es muy concurrido para la pesca deportiva. Al lado de Lagartococha está situada la "Cueva de los Muertos", llamada así porque viajeros de hace más de un siglo habrían perecido en el sitio víctimas del paludismo.
Avilahuayco: Hace las veces de un mirador natural o atalaya; el panorama que ofrece desde su cumbre es muy atractivo ya que desde allí se observan "las cajas" que dominan toda la zona.
Loma de Tres Cruces: Es una de las partes más altas del parque donde se encuentra la divisoria de aguas entre aquellas que van hacia el Amazonas y las que avanzan hacia el Pacífico. El Camino de García Moreno cruza por allí y la tradición cuenta que debe su nombre a los muchos muertos que intentaron pernoctar el lugar en su viaje desde la costa, pero que por el intenso frío de la noche no lograron ver el amanecer.
Laguna Taitachungo (Mamamag): Partiendo de la Toreadora hay algunos senderos que conducen a ella. Desde aquí se puede seguir un trecho del Ingañán o Camino del Inca hacia la cueva de Luspa. En Mamamag se han encontrado otros restos de construcciones preincaicas representados por gradas de piedra y cimientos de algún tipo de edificación, presumiblemente cuartos para pernoctar; más que viviendas, estas construcciones parecen haber servido de tambos, refugios de viaje, dado que el sitio es clave para el paso hacia la costa.

#### Parque nacional Cotopaxi

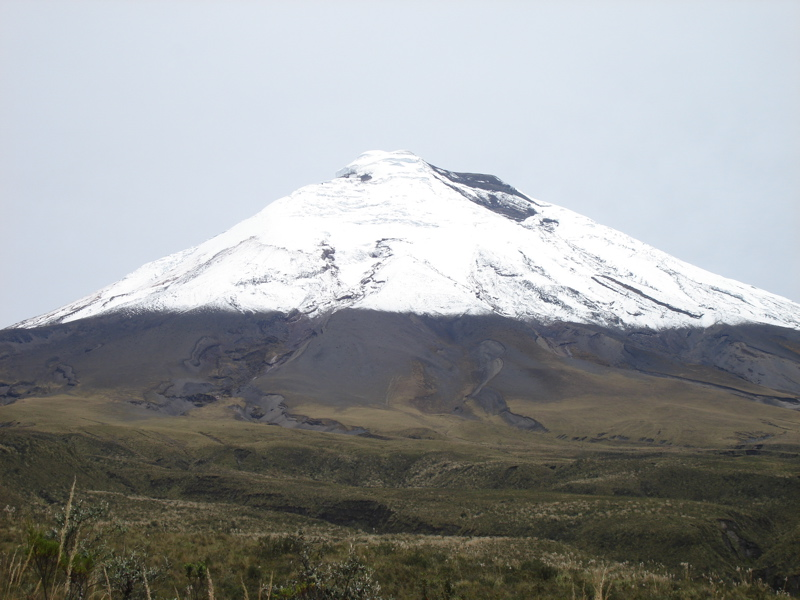
Volcán Cotopaxi

El Parque nacional Cotopaxi es un área protegida de Ecuador situada en el límite de las provincias de Pichincha, Cotopaxi y Napo en Ecuador, y que incluye en su espacio al Volcán Cotopaxi.
Su ecosistema alberga varias especies arborícolas, sobre todo de pinos, lo que convierte al lugar en un sitio único en Sudamérica ya que recuerda más a un bosque alpino que a un bosque de los Andes.
El parque, está comunicado con Quito por la carretera Panamericana, de cuatro carriles, que permite el viaje desde esa ciudad al parque en aproximadamente una hora y cuarto. Una alternativa es el tren, que parte igualmente desde Quito, y que tarda una hora y media en llegar a la estación del parque, otra alternativa sería ingresando a la ciudad de Machachi, dirigiéndose al barrio Santa Ana del Pedregal, en donde pueden visitar algunas hosterías.
Tiene una superficie de 3 400- 5897 metros sobre el nivel del mar. Su temperatura varía de 0 grados a 20 grados centígrados; con un promedio anual de precipitaciones de 500 a 1500 mm
Quedan muchos bosques tupidos ya que el resto ha sido destruido por incendios o para sembrar gramíneas. existen páramos extensos con paja de páramo que es la gramínea predominante en la región a medida que se asciende aparecen plantas representativas como chuquiragua, alchemila, colonias de plantas en forma de almohadillas , musgos, líquenes, romelio, quishuar o árbol de dios, mortiño. que es un fruto duro muy utilizado; en la nieves perpetuadas no existe vegetación.

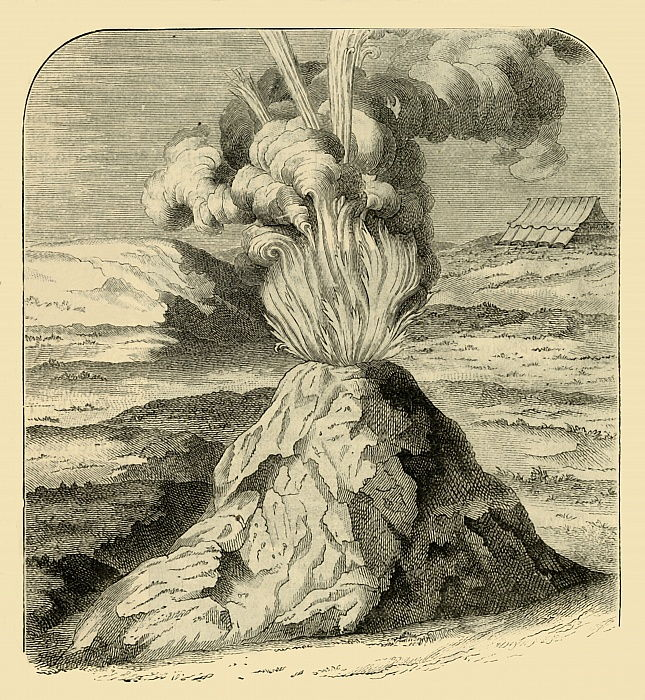
Unbekannt - Cotopaxi in Eruption in 1743 1881 - (MeisterDrucke-701772)

Fauna: lobos, pumas, osos, venados, conejos, cóndores, caballos salvajes y zorros.
Geología: lagunas naturales, senderos, nevado Cotopaxi.
Infraestructura: cabañas, centro de alta montaña, centro de acampado, centro de viajeros, refugios de montañistas.
Arqueología: Ruinas de ciudadela de los puruháes.
Astronomía: Estación Espacial Ecuatoriana, CLIRSEN

#### Volcán Quilotoa

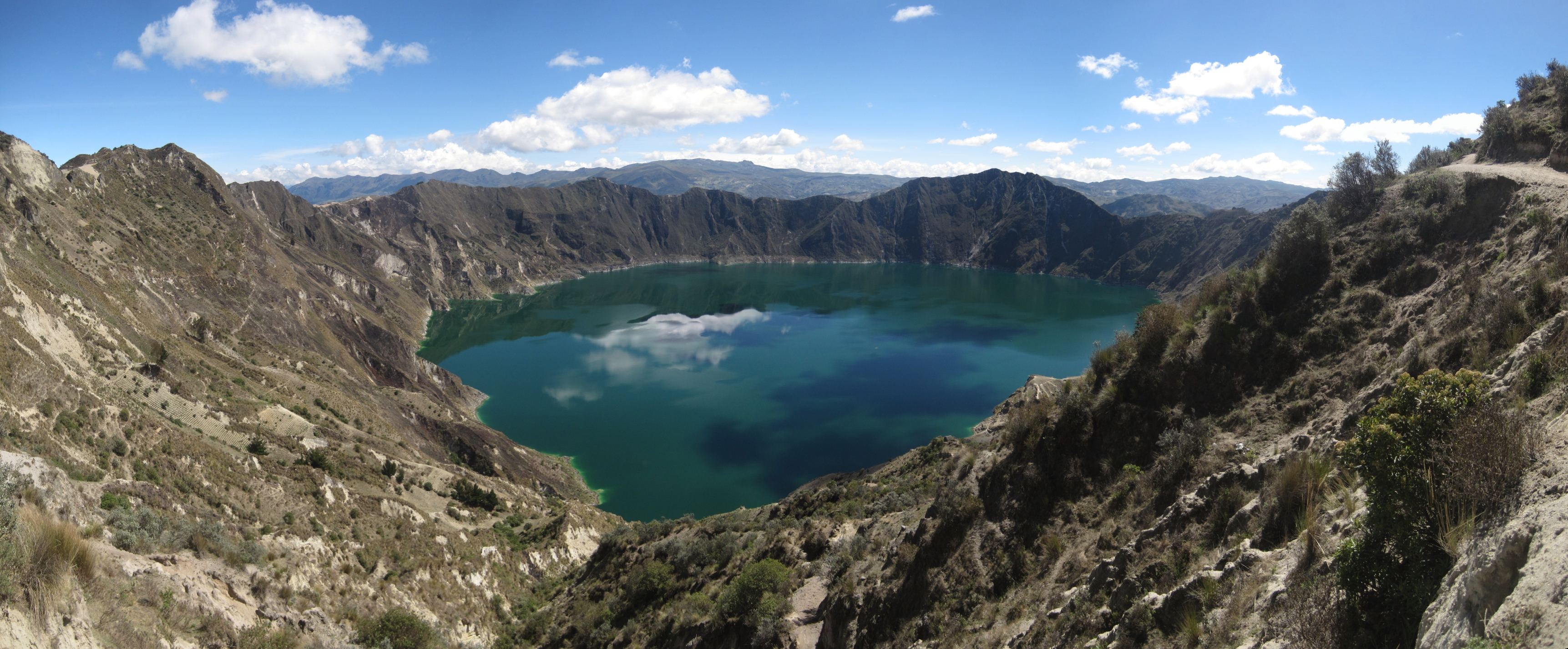
Cráter del Quilotoa

Quilotoa es una caldera llena de agua y el volcán más occidental de los Andes ecuatorianos. Los 3 kilómetros de ancho caldera se formó por el colapso de este volcán dacita después de una catastrófica erupción VEI-6 hace unos 800 años, lo que produjo flujos piroclásticos y lahares que alcanzaron el océano Pacífico y se extendió en el aire un depósito de ceniza volcánica a lo largo de los Andes del Norte. La caldera ha acumulado una profundidad de 250 m del lago del cráter, que tiene un color verdoso, como resultado de los minerales disueltos. Fumarolas se encuentran en el fondo del lago y las aguas termales se producen en el flanco oriental del volcán.
Quilotoa es un sitio turístico de creciente popularidad. La ruta de la "cumbre" (el pequeño pueblo de Quilotoa) es generalmente viajada en un camión contratado o en autobús desde la localidad de Zumbahua a 17 km al sur. Los visitantes deben pagar dos dólares, cada uno a mirar desde el borde de la caldera. Una serie de Hostales simples se han desarrollado en el área inmediata, y ofrecen servicios tales como mulas y guías para la caminata de cinco horas alrededor de la caldera (cuyo diámetro es de unos 9 km), media hora caminata hacia abajo (y 02.01 horas caminata de regreso hasta el ascenso de 400 metros verticales), y el alojamiento muy básico en su cuenco. Se permite acampar en la parte inferior del cráter, pero no hay agua potable (excepto botellas de medio litro vendidas en el albergue), y solo un inodoro solo pozo, ubicado en el albergue.

#### Mindo
Mindo es una región en el norte del Ecuador y una de las dos Parroquias del cantón San Miguel de Los Bancos en la provincia de Pichincha, a unos 80 km al noroeste de Quito.
La cabecera parroquial es un pequeño poblado ubicado a 1250 m de altura, la región en total posee unos 2500 habitantes que se dedican a la cría de ganado, agricultura, y turismo. La temperatura en la zona oscila entre 15 °C - 24 °C durante todo el año. Las lluvias son comunes, pero durante los meses de junio – noviembre el clima se torna más seco.
Mindo es especialmente renombrado por sus bellezas naturales que convocan a amantes de naturaleza atraídos por su flora excepcional y fauna. Está localizado en un valle, del cual unas 19,000 hectáreas están protegidas en lo que se denomina el Bosque Protector Mindo Nambillo, ecosistema en el cual habitan unas 500 variedades de aves y 90 especies de mariposas. Igualmente en el parque de reserva de Mindo se han identificado más de 170 especie de orquídeas y abundan bromelias, heliconias, helechos, vides, musgos y líquenes.
Entre 2001 y 2002 Mindo fue protagonista mundial por la movilización y actividades de protesta de lugareños y ecologistas, dentro del Ecuador así como en diversos países de Europa, EUA, India y Australia, para impedir la construcción de un oleoducto por la OCP Ecuador S.A que atraviesa ahora la región pues dichas actividades no tuvieron éxito. A pesar de la oposición de los lugareños y de los ecologistas el oleoducto fue construido e inició operaciones en noviembre del 2003 y hasta el 2010 transportó aproximadamente 375 millones de barriles de crudo pesado de varias empresas petroleras que tiene actividades en el Ecuador según señala la mencionada empresa.

#### Centro histórico de Quito
San Francisco de Quito, es la ciudad capital de la República del Ecuador y también de la provincia de Pichincha. Además es cabecera del área metropolitana que la forma, conocida como Distrito Metropolitano de Quito.
Está ubicada sobre la hoya de Guayllabamba en las laderas orientales del estratovolcán activo Pichincha, en la parte occidental de los Andes. Se encuentra aproximadamente en las coordenadas 0°15′0″S 78°35′24″O / -0.25000, -78.59000 y su altitud promedio es de 2850 m s. n. m.
La ciudad está dividida en 32 parroquias, las cuales se subdividen en barrios.
La fecha de su primera fundación es incierta; los registros más antiguos se hallan en la hacienda del Inga, sin embargo, se utiliza la conquista española de la ciudad, el 6 de diciembre de 1534, como su nacimiento.
Toda la ciudad y el distrito metropolitano se encuentran entre los estilos Contemporáneo y Colonial, que se están reconstruyendo constantemente día a día.
La estructura moderna se mezcla con la colonial donde los residentes nacionales y los visitantes extranjeros encuentran siempre un lugar para trabajar, gozar y recordar. Además, la ciudad está rodeada por los volcanes Pichincha, Antisana, Cotopaxi, y Cayambe que conforman el contorno andino majestuoso. Quito esta colmada de significados que la identifican y definen, ocupa laderas o baja a los valles, serpentea a través de callejones y se abre en amplias avenidas; zigzaguea, sorteando colinas y quebradas. Por esta belleza física, sus tradiciones, rincones de misticismo y leyendas vigentes, es considerada "Relicario del Arte en América". Estas fueron las características principales para que, en noviembre de 1978, Quito fuera declarada por la UNESCO "Patrimonio Cultural de la Humanidad".
En los últimos años el turismo ha crecido enormemente en la ciudad y ha significado un nuevo rubro en los ingresos de capital. La mayoría de extranjeros que visitan Quito proceden de los Estados Unidos y pertenecen a una población generalmente joven, cuyo promedio de edad no alcanza los 28 años. También visitan la ciudad europeos provenientes de Italia, Francia o Alemania. Hace unos años la mayoría de turistas que se quedaban en la ciudad unos días lo hacían porque su destino principal era el Archipiélago de Galápagos pero en la actualidad eso ha cambiado. Dentro de las principales anotaciones que destacan los turistas están la amabilidad de la gente quiteña, la majestuosidad de un paisaje lleno de volcanes nevados, y el frío húmedo de montaña, que extraña mucho a los extranjeros pues se acompaña de una sensación térmica muy baja sobre todo por las noches.
En el año 2008 Quito, se inició en la sección de viajes del New York Times. Este diario publicó su tradicional lista de las 53 ciudades que los norteamericanos podrían visitar y por primera vez Quito fue incluida. El sitio web de ese conocido diario presentó a Quito como uno de los mejores y más recomendables destinos turísticos del mundo. “El crecimiento turístico fue del 12% anual, cuando el promedio antes del 2002 era de tan solo del 8%”, sostiene una publicación del Cabildo. La capital vive sus fiestas y, heredera de una rica historia y cultura, muestra su legado a quienes la recorren.
Por otra parte, en el turno de Quito en los medios de comunicación, “Pasaporte hacia América Latina con Samantha Brown” que se estrenó en el verano y continúa en el aire fue tal vez el mayor logro en televisión para la ciudad. Samantha Brown dijo del Ecuador que era “el lugar perfecto para visitar cuando se quiere descubrir América del Sur”. La ciudad también recibió a un equipo de las cadenas estadounidenses CBS y NBC recientemente. Además ha recibido reseñas tremendamente entusiastas de publicaciones como Condé Nast Traveller, Frommer’s ‘Top Destinations for 2008’ (Los mejores destinos para 2008 de Frommer’s), la revista Nexos de American Airlines, la revista Geographical, el diario San Francisco Chronicle, y la revista alemana Merian entre otros.

#### Ciudad Mitad del Mundo

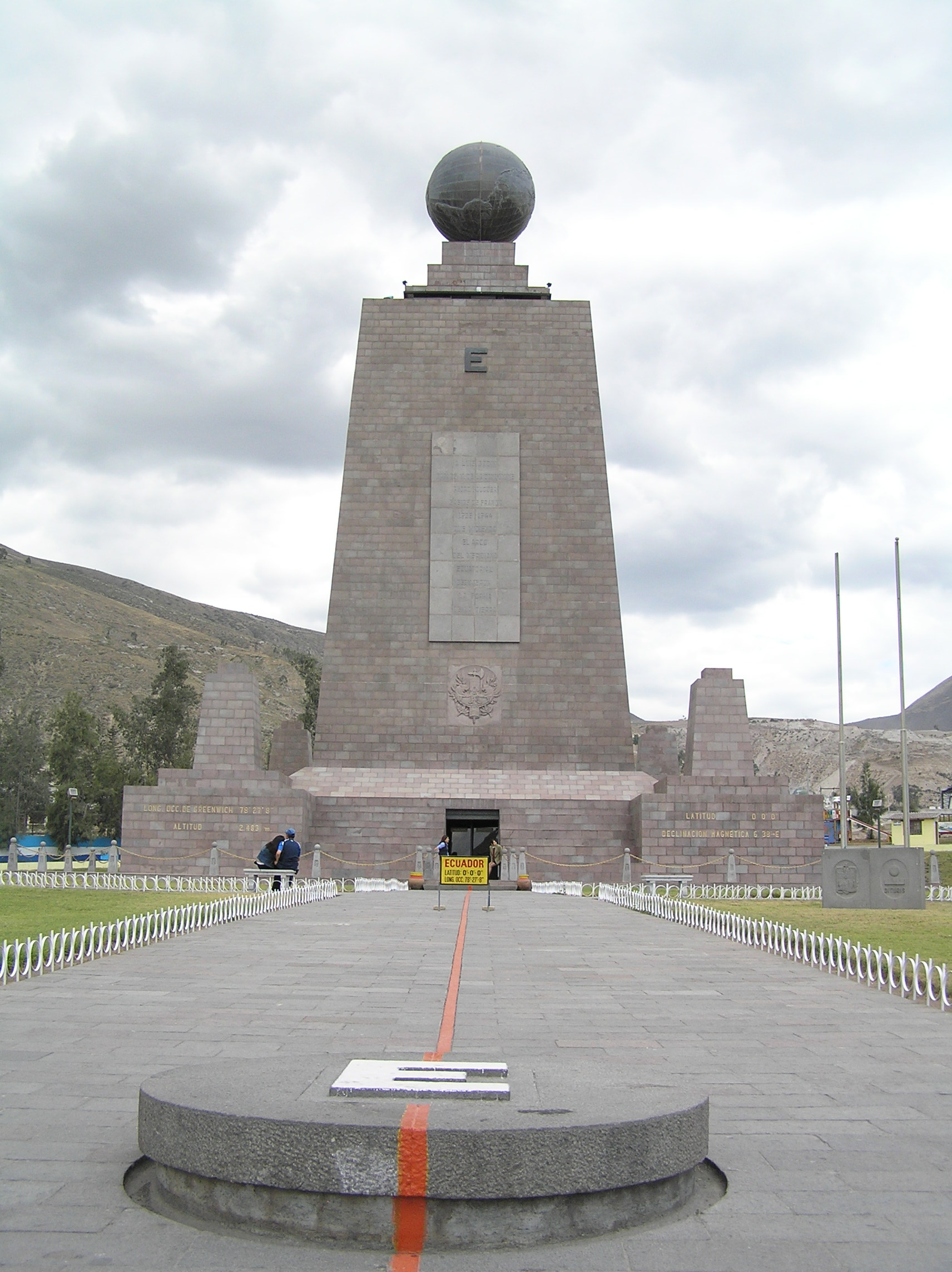
Monumento a la Ciudad Mitad del Mundo

La  Ciudad Mitad del Mundo es un terreno propiedad de la prefectura de la provincia de Pichincha, Ecuador. Está situado en la parroquia de San Antonio del Distrito Metropolitano de Quito, al norte del centro de la ciudad de Quito.
En el terreno se construye la sede de la Unión de Naciones Suramericanas, también se encuentra el Museo Etnográfico Mitad del Mundo, un museo sobre la etnografía indígena de Ecuador. Entre 1979 y 1982 fue construido un monumento de 30 metros de altura para marcar el punto donde se creía que el Ecuador atravesaba el país en aquel momento. De hecho, se trazó una lista desde el centro de la escalera que da al este, atravesando la plaza para marcar el ecuador.
Sin embargo, realmente toda la estructura se encuentra a 240 m al sur del verdadero ecuador, que no fue ubicado hasta época recientemente, mediante la aparición de la tecnología GPS.
El monumento piramidal, con cada lado apuntando a una dirección cardinal, está rematado por un globo de 4,5 m de diámetro y 5 toneladas. Dentro del monumento hay un pequeño museo que muestra elementos de la cultura indígena de Ecuador, como vestimenta, descripciones de los diversos grupos étnicos, y muestras de sus actividades. Mitad del Mundo contiene otras atracciones como un Planetario, y en la plaza Central se realizan varias representaciones musicales y culturales. Una pequeña ciudad que rodea el monumento en torno al Museo Etnográfico actúa como centro turístico, ofreciendo una réplica de una ciudad colonial española llamada "Ciudad Mitad del Mundo".

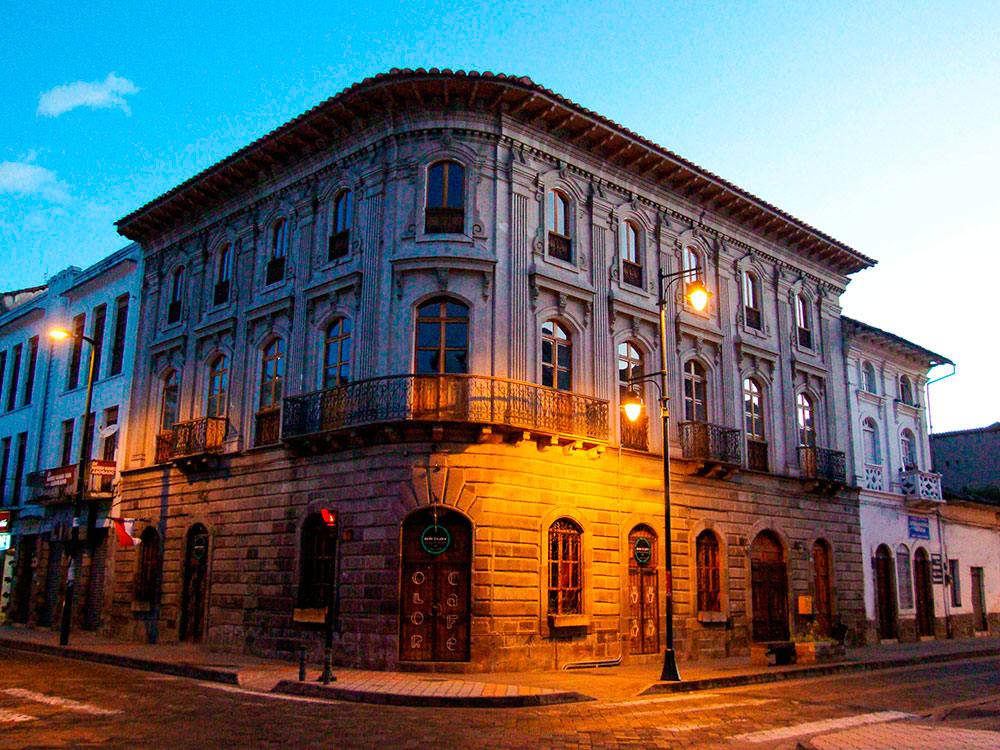
Casa de la Ibarreñidad, un ejemplo clásico del estilo republicano ecuatoriano ubicada en el centro histórico de Ibarra.

#### Ibarra, villas imbabureñas y los valles septentrionales
Ibarra, ubicada en la provincia de Imbabura capital de la misma, es una ciudad llena de cosmopolitismo e historia, es considerada una de las mejores ciudades para vivir en el norte de Sudamérica, además se engalana en ser la ciudad más ecológica y con la mejor calidad del aire en Ecuador y la segunda en Latinoamérica tras Salvador de Bahía en Brasil, es el núcleo de la cultura blanco-mestiza y un polo económico y de arte, además es un centro educativo y científico con miras a ser la capital académica del país. Ibarra dispone de enormes complejos hoteleros, además del cuarto centro histórico más grande del país tras los de Quito, Cuenca y Ambato. De estilo republicano, colonial, barroco, clásico, rococó y gótico es una villa al estilo ibérico americano, de clima agradablemente mediterraneizado, con vientos constantes, veraniega y de un entorno diverso y estepa y dehesas.

#### Centro histórico de Cuenca
Cuenca es una ciudad del centro sur de la República del Ecuador, es la capital de la provincia del Azuay y de la Región 6. Está situado en la parte meridional de la Cordillera andina ecuatoriana. Su centro histórico fue declarado Patrimonio de la Humanidad por la Unesco en el año 1999. Es llamada la Atenas del Ecuador por su majestuosa arquitectura, su diversidad cultural, su aporte a las artes, ciencias y letras ecuatorianas y por ser el lugar de nacimiento de muchos personajes ilustres de la sociedad ecuatoriana. Sombreros hechos a mano son una especialidad en el Ecuador y se venden a los turistas de todo el mundo que visitan Cuenca.
En el centro de la ciudad se ubican importantes vestigios históricos: museos e iglesias antiguas (como la Catedral de la Inmaculada Concepción, una de la más grandes y hermosas de América, y otras más que datan de los siglos XVI y XVII), calles adoquinadas y casas con fachadas de estilo republicano que hacen notar las diferentes influencias europeas con característicos balcones y cielorrasos tallados artísticamente y otros forjados en latón pintados.
La ciudad es además conocida como la "Cuenca de los Andes" o la "Atenas del Ecuador" por ser cuna de poetas y hombres ilustres que han dejado en alto el nombre de esta ciudad, como el Miguel Vélez, Gaspar Sangurima, Santo Hermano Miguel, Honorato Vázquez, Remigio Crespo Toral, entre otros personajes como Abdón Calderón Garaicoa, Antonio Borrero. En Cuenca también existen numerosas organizaciones culturales.
También goza de una extensa variedad de programas culturales y tradicionales a lo largo del año como la fiesta del Corpus Christi que es celebrada en junio y la Fiesta de los Fieles Difuntos que se celebre en el Ecuador a nivel nacional el día 2 de noviembre y se hace una sola festividad con las festividades del 3 de noviembre durante las fiestas de conmemoración de la independencia, en la cual se realiza un certamen patrocinado por el Municipio en el que se elige a la "Chola cuencana" del año que presidirá la Fundación del mismo nombre, entidad que impulsa varias obras sociales en las parroquias rurales. Otra gran festividad carga de tradición es el Pase del Niño Viajero que se realiza el día 24 de diciembre en las calles del centro histórico (aunque muchas personas también lo realizan durante el transcurso de los meses de diciembre y enero, llegando en algunas ocasiones hasta febrero), en el que niños disfrazados de personajes de la Biblia, pastores, mayorales, cholas, gitanas, y otros, recorren las calles, organizados por familias, comunidades educativas, barriales, religiosas y parroquiales.
En Cuenca existen numerosos museos, entre los que se pueden destacar:
- Museo de Tierra y Artes del Fuego Archivado el 26 de octubre de 2017 en Wayback Machine.. Se sitúa en la "Casa de Chahuarchimbana", uno de los edificios patrimoniales de la ciudad. Su nombre significa “Lugar menos profundo del río”, por situarse en uno de esos puntos, a la orilla del río Yanuncay, uno de los 4 ríos que cruzan la ciudad.
- Museo del sombrero de paja toquilla, (Carludovica palmata) también conocidos como "Sombrero Panamá". Cuenca se sitúa entre los principales fabricantes de este tipo de sombrero.
- Museo Municipal de Arte Moderno. Funciona en un edificio construido en 1876. Esta edificación funcionó como hogar de reclusión para alcohólicos, cárcel de varones y escuela, entre las más importantes funciones que cumplió la antigua Casa de la Temperancia.
- Museo de la Antigua Catedral.
- Museo de los Culturas Aborígenes. Cuenta con más de 8.000 piezas arqueológicas.
- Museo de la Cerámica Archivado el 26 de octubre de 2017 en Wayback Machine..
- Museo de los Metales Archivado el 26 de octubre de 2017 en Wayback Machine..
- Museo del Banco Central. Data de los inicios de los años 80.
- Centro de Artes Populares Interamericano. Museo del CIDAP. Fundado en el 2004, el museo posee cerca de 7000 piezas de colección, que comprenden artesanías de varios países latinoamericanos.
- Museo de la Identidad Cañari.
- Museo Casa de la Cultura Núcleo del Azuay. Fundado en 1945.
- Museo de Historia de la Medicina Guillermo Aguilar Maldonado. Funciona en la antigua Escuela de Medicina de la Universidad de Cuenca.
- Museo Remigio Crespo Toral. Cuenta con más de 18.000 piezas arqueológicas y cerca de 700 piezas de arte colonial.
- Museo de Jefferson Pérez. Tiene más de 200 fotos del nombrado campeón olímpico, ganador de la medalla de oro en los Juegos Olímpicos de 1996.

Cuenca en si es una ciudad hermosa que merece ser visitada; en sus calles guarda secretos y lugares fabulosos entre los principales tenemos las aguas termales de Baños de Cuenca, con su deliciosa comida típica, Los cuyes asados de la calle Don Bosco, El delcioso Cafecito de Doña Aurora Calle es una cafetería que existe en las inmediaciones del Mercado 10 de Agosto por más de 30 años. Para la gente que gusta de la vida nocturna la calle larga con un innumerable cantidad de bares, discotecas, posadas y cybers de los que destacan Hostal el Cafecito, internet Santa Ana, Wunderbar y centro cultural Prohibido; preferidos por extranjeros. Además es recomendable visitar el barranco donde se puede apreciar la hermosura del río Tomebamba. La visita de los cantones vecinos como Chordeleg famosa por sus joyas, Gualaceo con sus únicos paisajes y las delicias de su comida típica, Girón con su bella cascada son actividades que podrían considerarse un pecado dejar de realizar al visitar esta ciudad.

#### Complejo arqueológico Ingapirca

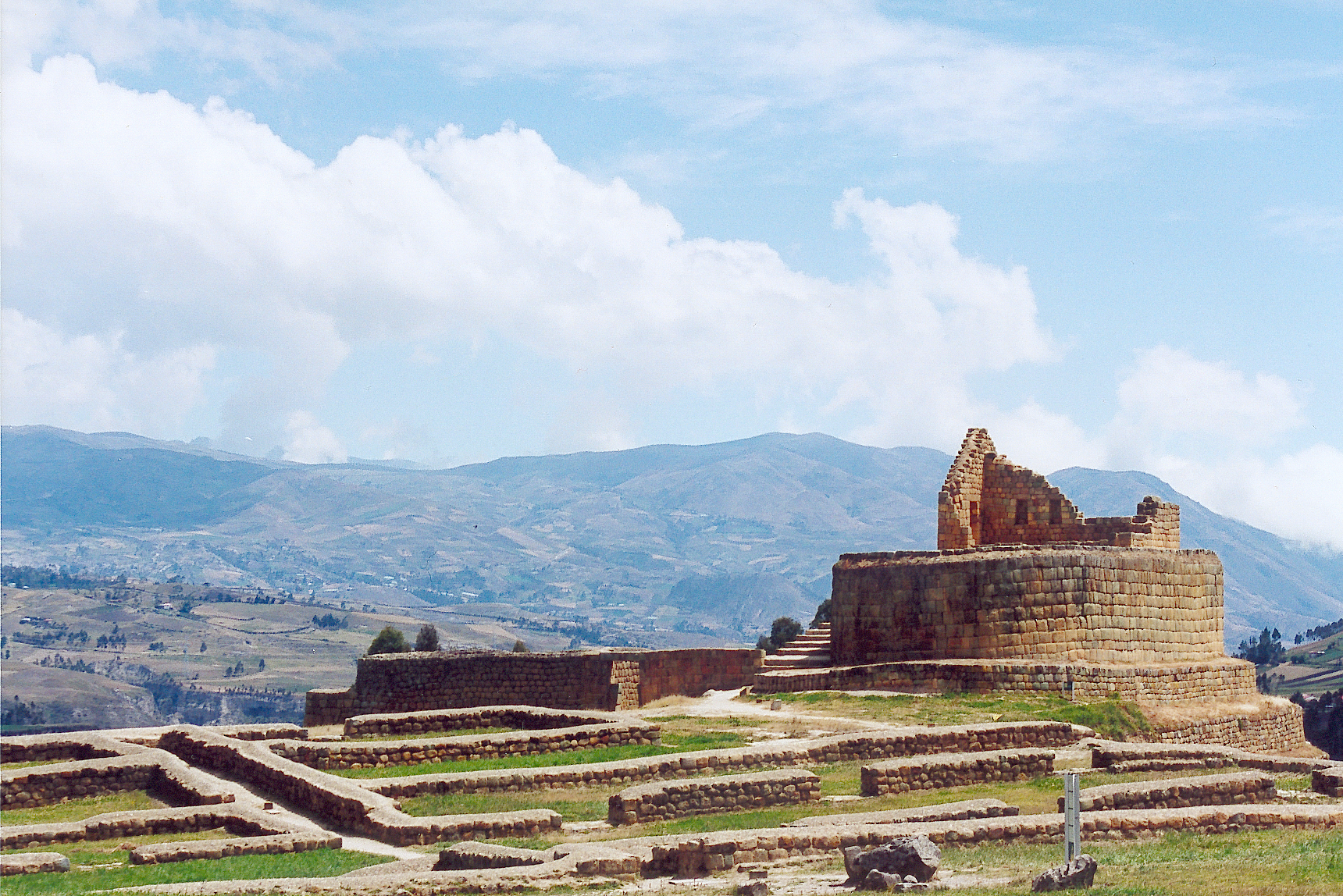
Ingapirca: el “Templo del sol”.

La Fortaleza de Ingapirca es un complejo arqueológico ubicado en la provincia del Cañar, en Ecuador.
En la provincia del Cañar a 3120 m s. n. m., y a 16 km de Cañar se levanta la más importante construcción arqueológica del Ecuador, de origen inca. Es un observatorio del sol y la luna.
Ingapirka es una palabra quichua que significa Muro del Inca. Es una construcción auténticamente incásica, a pesar de que este nombre se haya utilizado en designar diversas ruinas prehispánicas, sin que necesariamente su origen tenga que ver con la cultura incásica.
El conjunto de vestigios arqueológicos de Ingapirca, es conocido desde mediados del siglo XVIII, y al valle del Cañar en el que se encuentran estos aposentos, se lo denominaba en el siglo XVI como provincia de Hatun Cañar (quichua: Hatun Kañar).
Fray Gaspar de Gallegos, cura párroco de Sant Francisco Pueleusi de Azogue, escribe en 1582:
"Se llaman generalmente los cañares, porque tres leguas de aquí está un pueblo que se llama Hatum Cañar que quiere decir en la lengua Inca "La provincia grande de los cañares"; y allí dicen que en tiempo del inca Guaynacaba (es decir Huayna Cápac) había grandes poblaciones de indios y que allí era la principal cabeza de estos cañares; y así parece, porque en el día de hoy hay grandes y muy suntuosos edificios, y entre ellos una torre muy fuerte..."
No se sabe a ciencia cierta cuáles fueron los fines para los que fue construido este edificio de origen Inca-Carari, el único criterio en el que coinciden varios historiadores y arqueólogos es que fue construido bajo las órdenes exclusivas del inca Huayna Cápac, durante las campañas de conquista que su padre Túpac Yupanqui, iniciara años atrás, hacia los territorios que hoy comprenden el sur del Ecuador.
Al parecer jugó un gran papel dentro de las estrategias militares incas, como puesto de avanzada y aprovisionamiento de las tropas hacia el norte del Ecuador, pero su más importante objetivo era, el de ser un lugar de adoración y veneración al sol, el máximo Dios Inca, constituyéndose así en un Coricancha, dedicado al ritual Inca.

#### Centro histórico de Loja

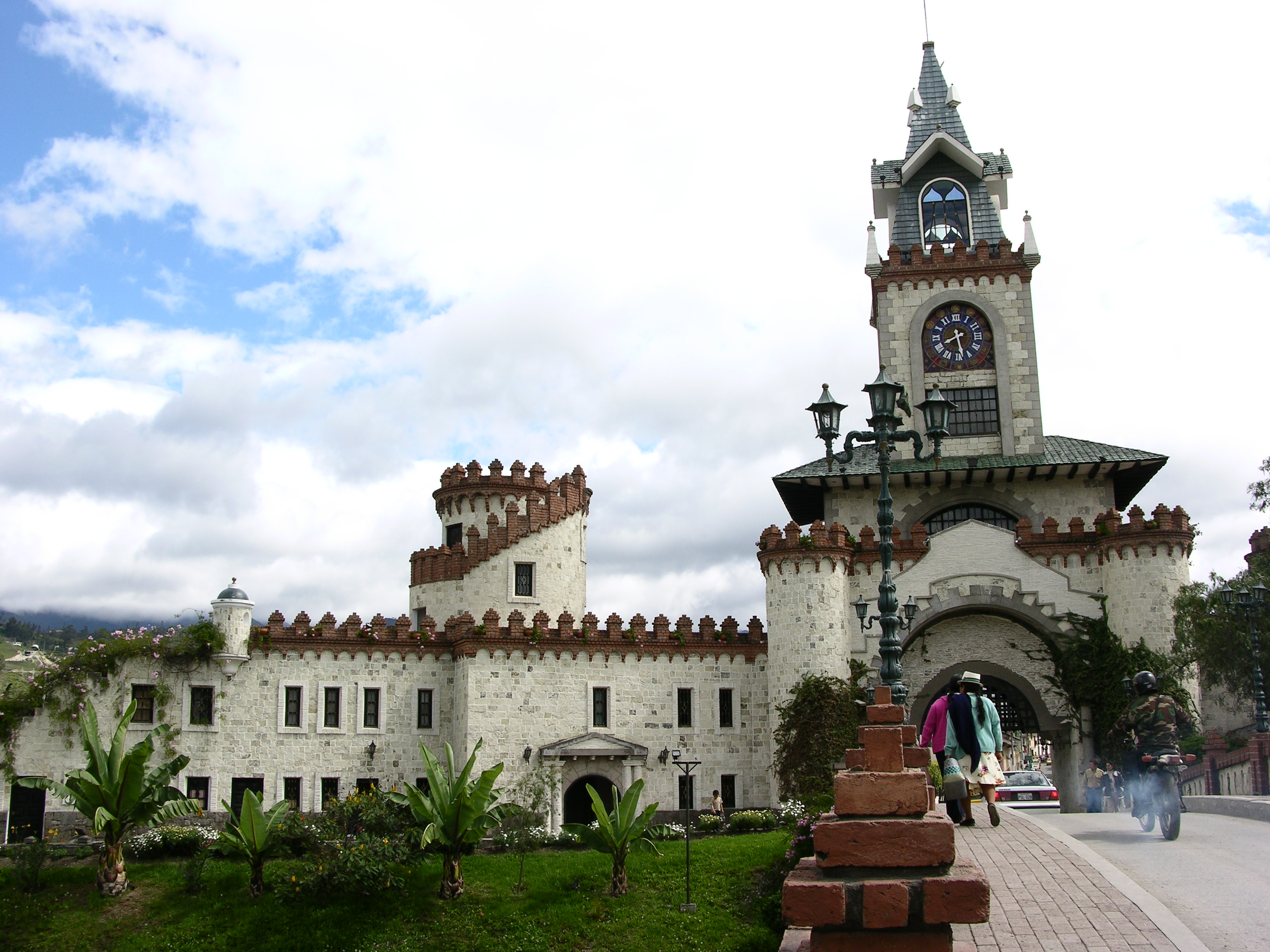
Puerta de la ciudad

Loja, situada en la parte oriental de la provincia de Loja, en el sur de Ecuador. Es la capital de la provincia y cantón homónimos. Loja tiene una rica tradición en las artes, y por esta razón es conocida como la Capital Musical y Cultural del Ecuador. La ciudad es la sede de dos universidades importantes: la Universidad Nacional de Loja, fundada en 1859 por el Gobierno Federal de Loja es la Universidad en funciones más antigua del país después de la Universidad Central del Ecuador (Quito) , y la Universidad Técnica Particular de Loja, fundada en 1971, es la tercera en población universitaria .
La ciudad cuenta con grandes atractivos turísticos, debido a su arte y cultura, que la podemos sentir principalmente en su centro histórico, sabiendo que también se encuentra rodeada de poblaciones con una rica tradición como Saraguro y Vilcabamba. Es por eso que es catalogada como uno de los principales destinos turísticos de los ecuatorianos y peruanos, para ello cuenta con una infraestructura hotelera que toda ciudad importante necesita para recibir a sus visitantes, siendo la tercera ciudad con mayor número de hoteles de lujo y hostales, de todo el Ecuador después de Quito y Guayaquil.
- 'Museo del Banco Central'

Situado en el centro histórico de la ciudad de Loja, junto a la plaza central, es el Museo del Banco Central. Contiene la historia arqueológica, histórica y colonial de la provincia y la ciudad de Loja. Hay siete salas del museo, cada detalle un aspecto diferente de la zona: el hall de entrada, la arqueología, la naturaleza, el período colonial, el siglo XIX, las personas importantes de Loja, y de las artes y la artesanía. 
- 'Museo de Madres Conceptas'

Esta se encuentra en un convento del siglo XVII, que pertenecen a la época colonial. El museo conserva sus imágenes, utensilios domésticos, y los instrumentos utilizados por las monjas de auto-flagelación. También alberga una colección de obras de arte religioso colonial. 
- 'Museo de Arqueología'

Inaugurado en 2004, el Museo de Arqueología de unas 1600 casas de los artefactos, muchos de los cuales son del periodo precolombino. Hay tres pisos del museo, organizado por la edad de los artefactos. En la planta primera Paleolítico y Neolítico artefactos y restos de la Cultura Valdivia. La segunda planta contiene artefactos de la Tolita, Jamás Coaque, Bahía, y de las culturas Guajala. Los artículos del tercer piso exhibe desde el Carchi, Imbabura, Panzaleo, Puruhuá, Casholoma, Tacalshapa, Manteña, Tardía, Milagro, Quevedo, Huancavilca, y Inca. 
- 'Museo de Música de la Pío Jaramillo Alvarado Centro Cultural'

Situado en la calle Bernardo Valdivieso, en el centro histórico, abrió en 2004, el museo alberga exposiciones sobre la historia musical de los compositores y de Loja, de la Renacimiento al avante-garde. La colección abarca casi 200 años de historia, con más de 7000 partituras musicales y 65 instrumentos en la exhibición. 
- 'Matilde Hidalgo de Procel Museo'

El museo, en la planta principal del edificio del Gobierno Provincial de Loja, casas de artefactos de la vida de Matilde Hidalgo, la primera mujer en convertirse en un doctor en medicina en el Ecuador, y también la primera mujer en votar en América Latina.
- 'Puerta de la Ciudad'

La Puerta de la Ciudad, modelo del Escudo de Armas de la ciudad, presentado por el rey Felipe II de España en 1571. La Puerta de la Ciudad está ubicada en la Av. Gran Colombia, cuenta con un museo donde se exhibe galerías que muestran obras de arte contemporáneo Lojano, una cafetería y tienda de regalos. Una vista impresionante del centro de la ciudad se encuentra subiendo la torre del reloj. 
Loja contiene un número de iglesias históricas, a bordo de la ciudad del turismo se ha dirigido a la búsqueda de una manera novedosa. Comenzando en la Puerta de la Ciudad, una de las primeras cosas que un turista notará es una franja de color naranja grande pintado en la acera. A raíz de la banda toma el interesado en un recorrido autoguiado de las iglesias principales zonas históricas y de Loja. 
- 'Catedral'

La catedral principal, una obra maestra en el estilo colonial, está situada en la plaza central. Acoge a la Virgen de El Cisne durante sus dos meses de estancia en la ciudad de Loja. Construida en un principio de adobe, su primera edificación data de los años 1500. El edificio actual data de 1838, ya que los edificios anteriores se perdieron debido a los terremotos. La Catedral es una de las iglesias más grandes de Ecuador. Además, es la sede de la Diócesis de Loja. 
- 'Iglesia de San Francisco'

La pequeña iglesia de San Francisco, casas convento franciscano de la ciudad. La iglesia fue construida en 1548 y reconstruido en 1851. La plaza, situada en el centro histórico, cuenta con un monumento a Alonso de Mercadillo, fundador de la ciudad. 
- 'Iglesia de Santo Domingo'

La iglesia de Santo Domingo fue construido en 1557, el edificio entero fue una vez en el estilo gótico, pero después de un terremoto en 1867, solo las torres gemelas permaneció de pie. La iglesia fue renovado el acabado en el estilo colonial, pero las agujas se quedaron como un recuerdo de la antigua fachada. La iglesia fue pintada y decorada por notables Lojano Fray Enrique Mideros. En la plaza de la iglesia hay un monumento a Manuel Carrión Pinzano, fundador en 1853 del movimiento de federalismo en Loja. 
- 'Iglesia de San Sebastián'

En 1660, la ciudad de Loja, fue consagrada a San Sebastián con el fin de evitar la destrucción por los terremotos. La actual iglesia data de 1900. Tal vez el monumento más notable de Loja se encuentra en la plaza de San Sebastián (también llamada la plaza de la Independencia) - los 32 metros la torre del reloj conmemora la declaración de independencia de la Corona española el 18 de noviembre de 1820. La torre tiene cuatro caras, con relieves de bronce que representan escenas de la historia de la ciudad. 
- 'Los Valles'

Loja es una ciudad privilegiada por tener en sus alrededores lugares como los Valles de Malacatos y Vilcabamba a 30 kilómetros al sur de la ciudad, este último sitio es reconocido mundialmente por albergar a personas que sobrepasan los cien años con facilidad. El Valle de Catamayo a 20 minutos de viaje en auto al occidente de la urbe es muy concurrido ya que en este lugar se encuentra el Aeropuerto Camilo Ponce Enríquez y también muchos balnearios. A 60 kilómetros al oriente de la capital lojana se encuentra Zamora, un verdadero paraíso lleno de cascadas, balnearios, etc. También a una hora de distancia en auto en dirección al norte de Loja se encuentra Saraguro uno de los pocos lugares del mundo donde sus costumbres Incas se mantienen intactas.

#### Latacunga
Latacunga es una ciudad de Ecuador, capital de la provincia de Cotopaxi y cabecera cantonal del cantón homónimo. Se encuentra en la Sierra centro del país, en las estribaciones de la cordillera de los Andes en Ecuador, cerca del volcán Cotopaxi en la hoya de Patate. Se encuentra a 2750 metros sobre el nivel del mar y tiene una temperatura promedio de 12 grados centígrados.
La ciudad de Latacunga ofrece múltiples destinos turísticos de diversa índole (naturaleza, cultura, gastronomía, historia, etc.), dentro de la ciudad y en sus alrededores.
- Catedral: Empezó a construirse a mediados del siglo XVII con una gran nave y crucero con cúpula octogonal es de estilo románico. A fines del siglo XIX se construyó el torreón de arquerías románicas y un remate islámico. En su altar de piedra pómez se aprecian piezas de la imaginería colonial. Se encuentra en las calles: Quito y General Mldonado.[21]

- Iglesia de El Salto: Tiene una nave y torres gemelas, asentada de norte a sur, fue hecha a finales del siglo XIX y terminada a mediados del XX. Se ubica entre las calles: Juan Abel Echeverría y Antonio Clavijo, junto a la plaza de El Salto.[22]

- Iglesia de La Merced: Empezó como capilla en 1640, está construida sobre un plano de Cruz Latina, de una nave con dos cruceros, realza una artística cúpula. En 1949, por el terremoto de Amabato, la torre cayó sobre la puerta principal, siendo reconstruida, pero perdió su estructura original. Se encuentra entre las calles: Juan Abel Echeverría, y Quijano y Ordóñez.[23]

- Iglesia de San Agustín: De influencia neoclásica muestra columnas circulares con capitel jónico con su terminado en cornisa. La piedra pómez sirve para informar de agilidad a las pilastras que soportan los arcos en los dos pisos. En 1820, el convento estuvo ocupado por fuerzas militares españolas, sirviendo de cuartel a una fracción del Batallón "Los Andes". Esta entre las calles Hermanas Páez y Quito.[24]

- Iglesia de San Francisco: Su construcción empezó en 1600 y culminó en 1693, pero en 1698 la iglesia quedó en ruinas por el terremoto. Está ubicada en la calle General Manuel Maldonado y Quijano y Ordóñez.

- Iglesia de San Sebastián: Se ubica en la calle Josefa Calixto, entre Juan Abel Echeverría e Isla San Bartolomé.
- Iglesia de San Felipe
- Iglesia de Santo Domingo

- Molinos de Monserrat: construidos en 1756, como un obraje colonial, actualmente constituye un centro cultural múltiple, en sus instalaciones se halla el Museo Arqueológico (con reliquias culturales preincásicas) el Museo Folklórico (indumentaria, instrumentos y conjuntos referentes a diferentes manifestaciones de la cultura popular). Y la instalación de la pinacoteca con obras de Tabara, Guerrera, Guayasamin, Román

- Palacio municipal: edificio oficial, sede del ayuntamiento, construido entre 1910 y 1936 en piedra pómez con influencia dórica y elementos corintios con decoraciones murales que reflejan eventos patrióticos.

- Casa de los Marqueses de Miraflores: construida en la primera mitad del siglo XVIII, entre sus varios propietarios destaca el latacungueño Ignacio Flores, Marqués de Miraflores y Presidente de la Real Audiencia de Charcas (hoy Bolivia) en 1782. En su construcción se aprecian bóvedas talladas en piedra pómez con hermosos arabescos y mudéjares. En la actualidad funciona el Depto. De Cultura y Relaciones Públicas del Cabildo, pequeños museos folklóricos, cívicos e históricos y biblioteca “Simón Bolívar”.

- Hacienda de Tilipulo: originalmente construida como un obraje de explotación comunitaria en 1540 actualmente es una instalación arquitectónica con influencias religiosas que resumen varios aspectos de la historia local.

Festividad de la Mama Negra :
independencia de Latacunga. Desfiles, eventos culturales y corridas de toros de pueblo
Festividad que se celebra por la fecha de las fiestas de independencia y es un sincretismo religioso que goza de mucho colorido, alegría y desorden público, pues los miles de turistas nacionales y extranjeros que llegan a esta gran fiesta no solo deleitan sus sentidos con la música, los disfraces y el baile de las comparsas que conforman este festejo, sino del licor que es repartido a cuantos lo pidan. Pese a este detalle, la fiesta se vive como la representatividad del puro folclor nacional. 
Las autoridades de la ciudad han implementado campañas de regeneración cultural para mejorar la mala imagen que reflejan estas festividades.
Fecha: 11 de noviembre
Lugar: calles de la ciudad. 
Bailes de Inocentes:
bailes, disfraces, mascaradas, comidas típicas. 
Fecha: 28 de diciembre al 6 de enero.
Lugar: parque Vicente León 
Fiesta de la Virgen de las Mercedes:
vísperas, mascaradas, bandas de pueblo, fuegos artificiales, misa de gallo, procesión religiosa.
En Latacunga: procesión de la "Mama Negra" 
Fecha: 23 - 27 de septiembre
Lugar: calles de la ciudad.
Fiesta en Honor a la Santísima Cruz en el Barrio Joseguango Alto:
Durante el mes de septiembre.
Guaranda
Artículo principal: Guaranda
Carnaval de Guaranda: Es la fiesta mayor de la provincia Bolívar y de la capital de la misma, es una gran tradición cultural e intercultural; en donde se realizan comparsas, desfiles y varios eventos que dan un realce a esta fiesta. Se lo celebra en los días correspondientes a esta fiesta, principalmente en los meses de enero, febrero o marzo.  
Monumento al Indio Guaranga: Es una estatua que representa a la tribu de los guarangas, que está ubicada en estos territorios previos a la conquista española. La estatua se encuentra en una de las siete colinas de la ciudad.

## Demografía
La región Interandina ecuatoriana se pueden apreciar ciudades pobladas como Quito, Cuenca, Loja, Ambato, Riobamba, Ibarra, entre otras.
En la siguiente tabla se ordenan las ciudades andinas que tienen más de 20 000 habitantes, según los resultados del censo de 2022:
| N.º Regional | N.º Nacional | Ciudad                                                                                     | Provincia  | Población (2001) | Población (2010) | Población (2022) |
| ------------ | ------------ | ------------------------------------------------------------------------------------------ | ---------- | ---------------- | ---------------- | ---------------- |
| 1            | 2            | Quito                                                                                      | Pichincha  | 1 399 814        | 1 619 146        | 1 763 275        |
| 2            | 3            | Cuenca                                                                                     | Azuay      | 277 374          | 331 888          | 361 524          |
| 3            | 9            | [[Archivo:\|class=notpageimage noviewer\|20x20px\|border\|Bandera de Loja (Ecuador)]] Loja | Loja       | 118 532          | 180 617          | 203 496          |
| 4            | 11           | Ambato                                                                                     | Tungurahua | 154 095          | 178 538          | 177 316          |
| 5            | 12           | Riobamba                                                                                   | Chimborazo | 124 807          | 146 324          | 177 213          |
| 6            | 15           | [[Archivo:\|class=notpageimage noviewer\|20x20px\|border\|Bandera de Ibarra]] Ibarra       | Imbabura   | 113 800          | 131 856          | 157 941          |
| 7            | 19           | [[Archivo:\|class=notpageimage noviewer\|20x20px\|border\|Bandera de Sangolquí]] Sangolquí | Pichincha  | 56 794           | 75 080           | 96 647           |
| 8            | 20           | [[Archivo:\|class=notpageimage noviewer\|20x20px\|border\|Bandera de Latacunga]] Latacunga | Cotopaxi   | 51 717           | 63 842           | 77 267           |
| 9            | 25           | Tulcán                                                                                     | Carchi     | 47 359           | 53 558           | 56 719           |
| 10           | 35           | Cayambe                                                                                    | Pichincha  | 30 473           | 39 028           | 44 559           |
| 11           | 37           | Otavalo                                                                                    | Imbabura   | 30 965           | 39 354           | 41 718           |
| 12           | 40           | La Troncal                                                                                 | Cañar      | 27 847           | 35 259           | 39 600           |
| 13           | 42           | [[Archivo:\|class=notpageimage noviewer\|20x20px\|border\|Bandera de Azogues]] Azogues     | Cañar      | 31 151           | 33 848           | 35 763           |
| 14           | 49           | La Maná                                                                                    | Cotopaxi   | 17 276           | 23 775           | 31 740           |
| 15           | 51           | [[Archivo:\|class=notpageimage noviewer\|20x20px\|border\|Bandera de Guaranda]] Guaranda   | Bolívar    | 20 742           | 23 874           | 30 755           |
| 16           | 56           | Catamayo                                                                                   | Loja       | 17 140           | 22 697           | 27 026           |
| 17           | 58           | Atuntaqui                                                                                  | Imbabura   | 17 775           | 21 286           | 25 115           |
| 18           | 60           | Machachi                                                                                   | Pichincha  | 12 469           | 16 515           | 24 188           |

## Cultura
El serrano tiene como peculiaridad en su comportamiento ser bastante amable y cordial en el trato, a diferencia del costeño suele ser más recatado, sereno y algo receloso; sin embargo no pierde la simpatía y lo amistoso. Suelen ser más dulces que los costeños en el momento de agradar. Mientras que el costeño tiende a ser más alegre en esos aspectos.
La vestimenta si bien es variada, siempre lleva la característica de ser abrigada, el uso de abrigos, chaquetas, calzado abrigado, entre otros es lo que predomina. Los indígenas mantienen sus vestimentas tradicionales, donde resalta siempre el uso de ponchos. 

### Gastronomía
La región tiene una variedad de platillos, principalmente elaborados con productos de la zona. Los platos típicos son:
- Azuay: Mote pillo, mote sucio, mote pata, cuy asado y sopa de quinua.
- Bolívar: Moloco o torta de papas, tortillas de maíz en tiesto, pan de los finados, los buñuelos, el pájaro azul y los chigüiles.
- Cañar: Sus platos son preparados a base de maíz, las humitas, los tamales, tortillas de maíz, las cascaritas.
- Carchi: Son tradicionales los preparados con papas, habas, choclos, carne de cerdo, de cuy y de gallina. Hay varios platos típicos, pero se destaca el llamado “horneado pastuso”, con tortillas de papa, habas y mellocos.
- Chimborazo: Sus platos más comunes son: Yahuarlocro, hornado, tortillas de maíz, tortas de papas, fritada. Entre las bebidas alcohólicas están el canelazo.
- Cotopaxi: Chugchucaras (está formado por cuero de cerdo reventado, mote, empanadas, canguil, plátanos maduros, choclos), chicha, allullas, helados de Salcedo, maqueños fritos, queso de hoja.
- Imbabura: Las carnes coloradas de Cotacachi, empanadas de morocho, choclos asados con queso, la chicha de jora en Cotacachi, la chicha del Yamor en Otavalo, la fritada de Atuntaqui, hornado, fritada, arrope de mora y de uvilla, nogadas, pan de leche, helados de paila y sanmiguelito (coctel) en Ibarra.
- Loja: Chivo al hueco, cecina, repe blanco (preparado a base de guineo verde y quesillo), sopa de arveja con guineo, tamales, humitas, chanfaina, gallina cuyada, ceviche de carne y los helados de coco de La Toma.
- Pichincha: entre sus platos típicos tienen el locro de papas, hornado de Sangolquí, cuy asado y papas con sangre, la fritada, morocho, la chicha de maíz, yaguarlocro y el menudo, entre otros.
- Tungurahua: Llapingacho, pan de Ambato, pan de Pinllo, gallina de Pinllo, empanadas de viento de Atocha, melcochas de Baños, jugo de caña y sánduches (bebidas de Baños).

### Lengua
En los Andes ecuatorianos suele hablarse una variante del español que muchos extranjeros suelen comparar con la del español chilango mexicano. En esta región encontramos cuatro principales variantes, siendo estas el español pastuso, el español andino central, el morlaco y el lojano. El español hablado en los Andes ecuatorianos tiende a tener muchos modismos tomados del idioma kichwa, idioma de los indígenas nativos de esta región. Palabras como "ñaño/a" o "taita" son utilizadas por personas de cualquier etnia o clase social en esta área. El voseo es muy común en esta parte del país, usado solo para conversaciones informales entre amigos o familiares.
En el Carchi, provincia andina fronteriza con Colombia se habla una variación muy especial, semejante a la del departamento colombiano de Nariño. Desde la provincia de Imbabura, hasta la provincia de Chimborazo se habla una misma variante que a su vez varía de acuerdo a la clase social y etnia de la persona. Dentro de esta región, una gran variante es encontrada dentro del valle del Chota en la provincia de Imbabura, valle habitado por afrodescendientes. Este dialecto es diferente al común dialecto andino, pero a su vez diferente del dialecto hablado por los afrodescendientes esmeraldeños en la costa.
En las provincias de Cañar y Azuay se habla una variante bastante peculiar, el dialecto "morlaco". Este se caracteriza por su "cantado" o entonación característica de la zona, siendo muchas sílabas acentuadas en otras no correspondientes. Asimismo, la letra "r" tiende a ser muy arrastrada, sonando más como una "sh". Asimismo, esta zona tiene muchos modismos propios solo utilizados en esta zona, como la palabra "gara".
La provincia de Loja también tiene su variante, con una entonación diferente a las de las otras provincias.

### Fiestas populares
Es parte del área cultural andina, uno de los focos de más alto desarrollo civilizatorio en el planeta. Por esta razón existen muchísimas fiestas tradicionales que tienen remotos orígenes pehispánicos, a la vez que han sido capaces de enriquecerse con diversos elementos de las tradiciones mediterráneas que trajeron los colonizadores españoles. Las fiestas populares, pueden dividirse en ancestrales o indígenas, tradicionales mestizas y cívicas. Entre las primeras destacan las fiestas de los equinoccios y solsticios, que en la época colonial fueron calzadas en el calendario católico. De esta manera se destacan las fiestas del Carnaval en la provincia de Bolívar (Guaranda), en donde aparece el personaje del Taita Carnaval. Siguen las fiestas del ciclo del Inti Raymi, especialmente en el centro-norte de la sierra, que se inician con las celebraciones de Corphus, siendo las más célebres las realizadas en Pujilí, donde aparecen los famosos danzantes de Corphus o Las Yumbadas de Cotocollao en Quito. Las fiestas de San Juan, muy celebradas en la provincia de Imbabura y la fiesta de San Pedro, muy comunes en los cantones de la sierra norte de Pichincha. En el equinoccio de primavera para el hemisferio sur (donde se encuentra la mayoría del territorio nacional) se celebran las fiestas del Coya Raymi en el cantón Otavalo, junto con la fiesta del Yamor, una ancestral chicha de maíz hecha con siete variedades de maíz.
Entre las fiestas tradicionales mestizas, por su riqueza simbólica y sus implicaciones histórico-culturales, se pueden destacar: La diablada de Píllaro, El Carnaval de Guaranda, La Semana Santa de Alangasí, La romería y fiesta de la Virgen del Cisne en Loja, La Fiesta de la Virgen de Guápulo, La fiesta de la Mama Negra en homenaje a la Virgen de las Mercedes en Latacunga, La Fiesta de San Lucas en Llacao en Azuay, El Pase del Niño en Cuenca, y los Años Viejos en todo el país, en la cual la creatividad popular se evidencia en la construcción de variados y descomunales muñecos de Año viejo, verdaderas esculturas de papel y cartón.
Entre las fiestas cívicas, se destacan las celebraciones de la Independencia, como el 10 de agosto en Quito, así como otras que conmemoran la reconstrucción de ciudades que han sufrido devastadores terremotos, como la Fiesta de las Flores y las Frutas en Ambato, o la Fiesta del Regreso en Ibarra.

#### Día de los difuntos

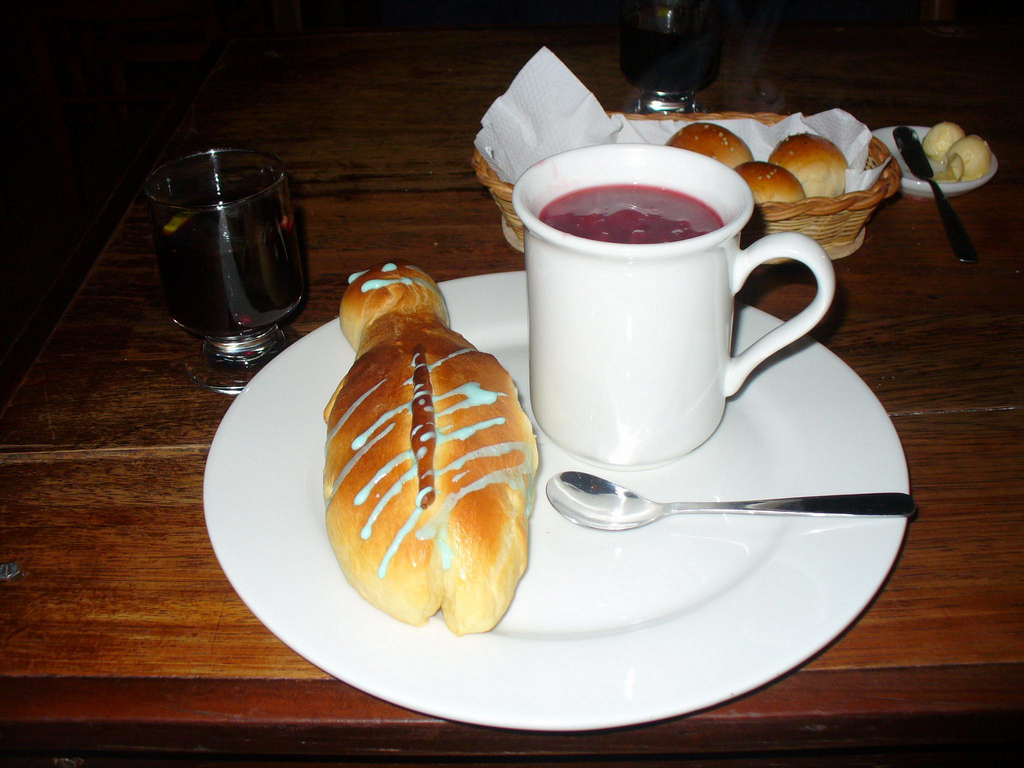
La colada morada acompañada con su guagua hecha a base de pan, uno de los platos culinarios más tradicionales del día de los difuntos

Las guaguas de pan con colada morada se consumen el 2 de noviembre, día de difuntos, en forma masiva y tradicionalmente en toda la región andina, junto con la colada morada. Son elaboradas en familia y se intercambian entre grupos familiares y amigos o se dan a los ahijados. En los cementerios de zonas rurales y en comunidades indígenas, como en la provincia de Tungurahua, se acostumbren como ofrendas haciendo parte de un rito ancestral de reencuentro con los antepasados.

#### Navidad
La Navidad es la fiesta cristiana más popularizada, pese a que la Iglesia considera que es más importante la Pascua. Y por tal motivo es la que contiene más tradiciones:
- La Cena de Navidad, consiste en un banquete a medianoche, en honor del nacimiento de Cristo que tuvo lugar a esa hora; de manera parecida al banquete judío del Pésaj. Tradicionalmente se come pavo, bacalao, cerdo, cordero y otros platos, dependiendo del lugar en que se celebre o las tradiciones de la familia.

- Los Belenes, Pesebres o Nacimiento navideño consisten en la representación del nacimiento de Jesús, mediante una maqueta de Belén y sus alrededores, en la que las figuras principales son el establo en donde nació Jesús, la Sagrada Familia, los animales y los pastores, también los 3 reyes magos y una estrella con una estela que también suele colocarse en lo alto del árbol de Navidad. Según la tradición san Francisco de Asís fue su inventor. La figura del Niño no se coloca hasta la llegada de la Navidad, fecha en que se celebra su nacimiento, y luego de ser «arrullado» es colocado entre José y María.

- Los Villancicos canciones o cantos alusivos al nacimiento de Cristo o a la Sagrada Familia. Algunos como Noche de Paz tienen versiones en varios idiomas o ritmos, con el mismo o distinto nombre. Otras canciones típicas son "Ya viene el niñito", "Claveles y Rosas", "Mi burrito sabanero", etc.

- Novena de Aguinaldos costumbre católica, donde las familias o grupos de personas se reúnen a rezar un novenario, del 16 al 24 de diciembre, consumir platos típicas de Navidad, como buñuelos o la natilla y cantar villancicos, además de divertirse, y hacer juegos motivo de las fiestas de Navidad y Año Nuevo. Fue escrita por Fray Fernando de Jesús Larrea en el siglo XVIII.
- El pase del niño es una tradición muy típica de varias localidades en la sierra ecuatoriana, que consiste en desfiles o pregones navideños, donde se caracteriza la cultura ecuatoriana en personajes como los curiquingues, sacharrunas, diablos, payasos, pesebres vivientes, fuegos voladores (más comúnmente llamados voladores), grupos de danza andinos y culturales latinoamericanos. Estas procesiones son más comunes en Riobamba, donde se destaca el pase del Niño Rey de Reyes, y en Cuenca con el Pase del Niño Viajero.

#### Año viejo

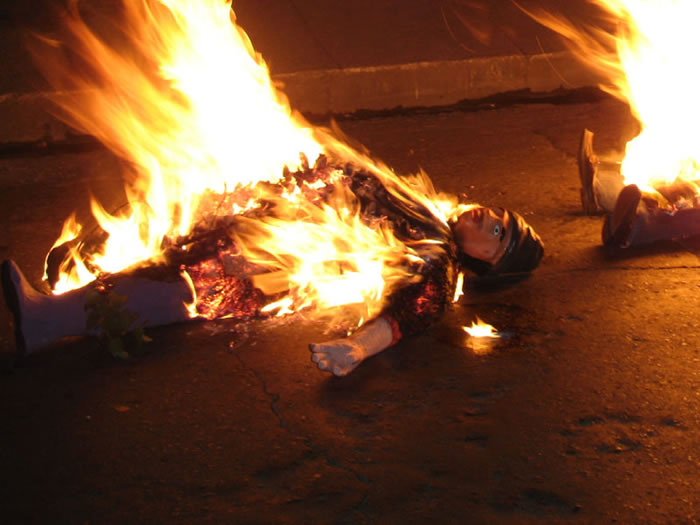
Monigote del año viejo incinerándose

La costumbre está popularizada en todo el país, en la zona interandina los monigotes son construidos con ropa vieja y rellenos de papel periódico o aserrín y luego son colocados una careta o máscara (en ocasiones bastante trabajada, hechas con papel maché) con la cara del personaje a quemar ese año. En la región de la costa los monigotes son más elaborados, construidos de cartón y goma, luego son pintados con las características del personaje que representan, la noche del 31 los así llamados viejos son expuestos en las puertas de las casas con los famosos testamentos los cuales con las "cosas que deja el año viejo al que viene" estos son realizados en forma de sátira, en muchas zonas tanto urbanas como rurales hombres se travisten de "locas viudas" y en las calles piden limosnas por el viejo que está en sus últimas horas. Los viejos son quemados a la 12 de la noche en las calles de las ciudades, frecuentemente con bastante estruendo (pues es común que se rellene a los viejos con petardos) así como de fuegos pirotécnicos y luego todo esto es seguido por una cena y festejos

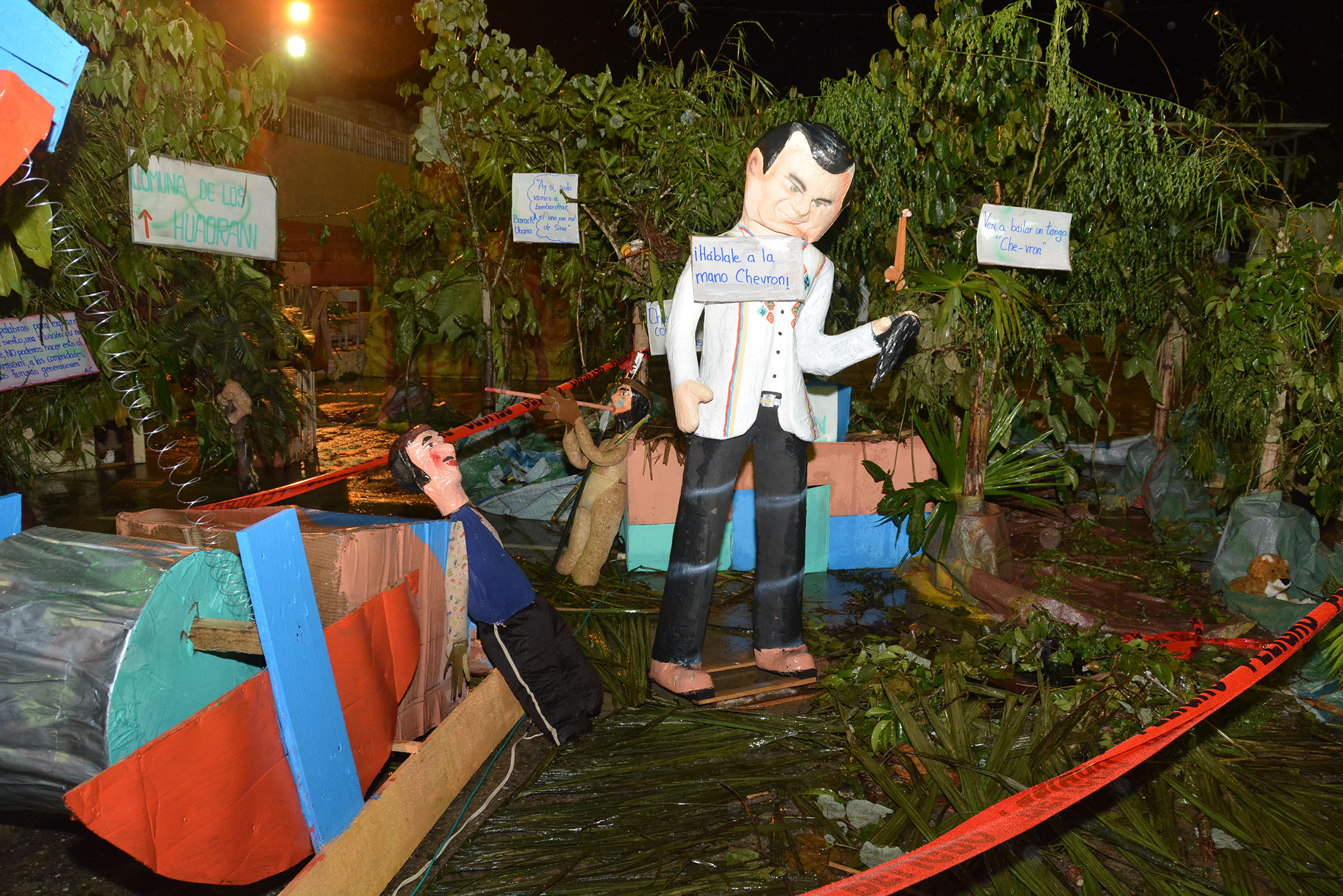
Concurso de años Viejos, 2013

Otras costumbres poco menos popularizadas son:
- Leer un testamento donde se hace recuento de los hechos y propósitos del año que se acaba y para el nuevo año de modo de satírica y humor, dentro de un contexto de rima, donde se mencionan tanto personas como instituciones, etc.
- Colocarse un billete de alta denominación en el zapato derecho para tener dinero o a su vez se sostiene el billete durante la hora cero para tener dinero todo el año.
- Usar ropa interior de color amarillo si se quiere suerte y una de color rojo si se quiere suerte en el amor.
- Sacar una maleta y correr con ella toda la manzana.
- Comer doce uvas, doce minutos antes de que acabe el año, una por cada mes para tener abundancia en los doce meses.
- Se acostumbra a cenar con toda la familia reunida, el plato especial por lo general es cerdo o pavo.
- En el brindis de la cena se acostumbra a brindar por las buenas acciones de los presentes.
- Mientras es quemado el monigote algunas familias acostumbran a saltar sobre la hoguera para traer la suerte en el año venidero.

### Música
El pasillo tuvo su apogeo desde finales del siglo XIX hasta mediados del siglo XX, luego de esto empezó a decaer su popularidad, recientemente volvió a cobrar importancia sobre todo por las nuevas adaptaciones que realizó el músico Juan Fernando Velasco a las canciones más populares de ese estilo. En la sierra, los principales exponentes fueron el dúo Benítez-Valencia, reconocido tanto nacional como internacionalmente en su época y aún en estos tiempos. Compositores como Gerardo Arias, Humberto Dorado Pólit o Leonardo Páez pertenecieron a ese momento.
El sanjuanito, un tipo de música alegre principalmente interpretada durante festividades, también se desarrolló en aquel siglo, nació en Imbabura y tuvo acogida dentro de la ciudad de Quito, una de las canciones más reconocidas es siendo triste vivo alegre. Por su ascendencia española, el pasodoble es otro de los ritmos tradicionales dentro de la ciudad. Así como también el Yaraví, un tipo de música prehispánica que aún suele escucharse. El pasacalle es otro de los géneros que se desarrollaron y que sobre todo en festividades, suelen interpretarse mucho. Quizás la canción más importante de la ciudad de Quito, el chulla quiteño es la melodía más representativa de este género, la cual fue compuesta por Alfredo Carpio.
A partir de la década de 1960 llegaron al país varios ritmos populares latinoamericanos como el tango y el bolero, así como también música de otros lugares como el rock and roll, el jazz y el twist. Durante la dictadura de los años 70 el rock y sus intérpretes fueron perseguidos y los conciertos prohibidos dentro del país. A principios de los años 90, el hip hop y el pop se popularizaron.

### Fútbol

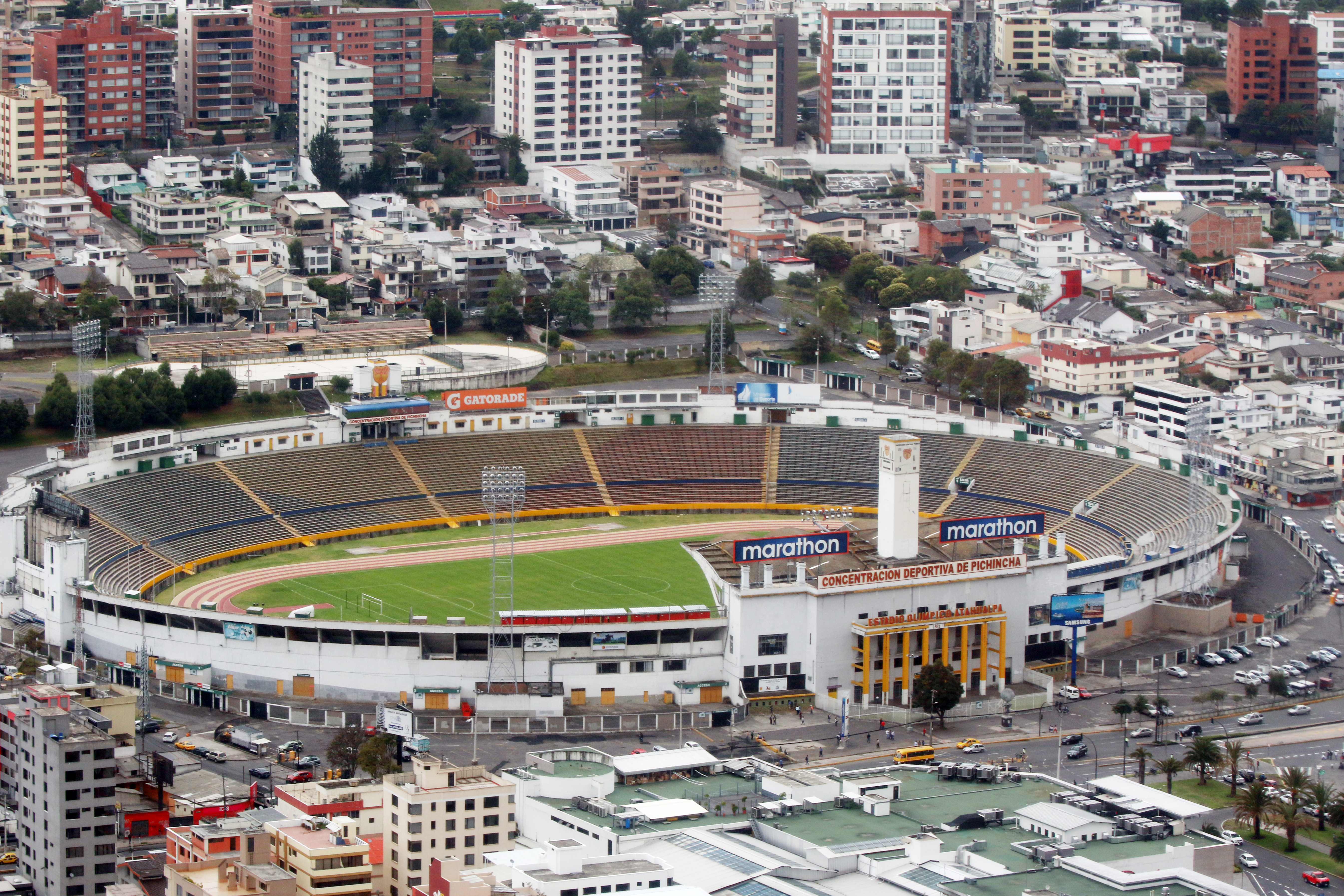
Estadio Olímpico Atahualpa, principal escenario deportivo de la región.

El deporte más popular en la región, al igual que en todo el país, es el fútbol, siendo el deporte con mayor convocatoria. Los equipos profesionales de fútbol de la Serie A y Serie B que tienen como sedes a ciudades de la región interandina, como sede son:
| Equipos de Primera División | Equipos de Primera División             | Equipos de Primera División                                                                | Equipos de Primera División | Equipos de Primera División | Equipos de Primera División | Equipos de Primera División | Equipos de Primera División | Equipos de Primera División | Equipos de Primera División | Equipos de Primera División |
| Serie A de Ecuador          | Serie A de Ecuador                      | Serie A de Ecuador                                                                         | Serie A de Ecuador          | Serie A de Ecuador          | Serie A de Ecuador          | Serie A de Ecuador          | Serie A de Ecuador          | Serie A de Ecuador          | Serie A de Ecuador          | Serie A de Ecuador          |
| .                           | Equipo                                  | Ciudad                                                                                     | Provincia                   | Estadio                     | Títulos Serie A             | Subtítulos Serie A          |                             |                             |                             |                             |
| --------------------------- | --------------------------------------- | ------------------------------------------------------------------------------------------ | --------------------------- | --------------------------- | --------------------------- | --------------------------- | --------------------------- | --------------------------- | --------------------------- | --------------------------- |
| 1                           | Sociedad Deportiva Aucas                | Quito                                                                                      | Pichincha                   | Gonzalo Pozo Ripalda        | 1                           | 0                           |                             |                             |                             |                             |
| 2                           | Club Deportivo Cuenca                   | Cuenca                                                                                     | Azuay                       | Alejandro Serrano Aguilar   | 1                           | 5                           |                             |                             |                             |                             |
| 3                           | Cumbayá Fútbol Club                     | Quito                                                                                      | Pichincha                   | Olímpico Atahualpa          | 0                           | 0                           |                             |                             |                             |                             |
| 4                           | Club Deportivo El Nacional              | Quito                                                                                      | Pichincha                   | Olímpico Atahualpa          | 13                          | 7                           |                             |                             |                             |                             |
| 5                           | Club Independiente del Valle            | [[Archivo:\|class=notpageimage noviewer\|20x20px\|border\|Bandera de Sangolquí]] Sangolquí | Pichincha                   | Banco Guayaquil             | 1                           | 2                           |                             |                             |                             |                             |
| 6                           | 'Liga Deportiva Universitaria de Quito' | Quito                                                                                      | Pichincha                   | Rodrigo Paz Delgado         | 12                          | 6                           |                             |                             |                             |                             |
| 7                           | Club Social y Deportivo Macará          | Ambato                                                                                     | Tungurahua                  | Bellavista                  | 0                           | 0                           |                             |                             |                             |                             |
| 8                           | Mushuc Runa Sporting Club               | Ambato                                                                                     | Tungurahua                  | Coop. Mushuc Runa           | 0                           | 0                           |                             |                             |                             |                             |
| 9                           | Club Técnico Universitario              | Ambato                                                                                     | Tungurahua                  | Bellavista                  | 0                           | 2                           |                             |                             |                             |                             |
| 10                          | Club Deportivo Universidad Católica     | Quito                                                                                      | Pichincha                   | Olímpico Atahualpa          | 0                           | 2                           |                             |                             |                             |                             |
| Serie B de Ecuador          |                                         |                                                                                            |                             |                             |                             |                             |                             |                             |                             |                             |
| 1                           | Chacaritas Fútbol Club                  | Pelileo                                                                                    | Tungurahua                  | Coronel José Silva Romo     | 0                           | 0                           |                             |                             |                             |                             |
| 2                           | Cuniburo Fútbol Club                    | Cayambe                                                                                    | Pichincha                   | Olímpico Atahualpa          | 0                           | 0                           |                             |                             |                             |                             |
| 3                           | Club Deportivo Independiente Juniors    | [[Archivo:\|class=notpageimage noviewer\|20x20px\|border\|Bandera de Sangolquí]] Sangolquí | Pichincha                   | Banco Guayaquil             | 0                           | 0                           |                             |                             |                             |                             |
| 4                           | Gualaceo Sporting Club                  | Gualaceo                                                                                   | Azuay                       | Gerardo León Pozo           | 0                           | 0                           |                             |                             |                             |                             |
| 5                           | Club Deportivo Leones del Norte         | Atuntaqui                                                                                  | Imbabura                    | Olímpico de Ibarra          | 0                           | 0                           |                             |                             |                             |                             |
| 6                           | San Antonio Fútbol Club                 | [[Archivo:\|class=notpageimage noviewer\|20x20px\|border\|Bandera de Ibarra]] Ibarra       | Imbabura                    | Olímpico de Ibarra          | 0                           | 0                           |                             |                             |                             |                             |